# Missile balistique
Pour les articles homonymes, voir missile (homonymie).
Pour un article plus général, voir Missile.
 (janvier 2023).

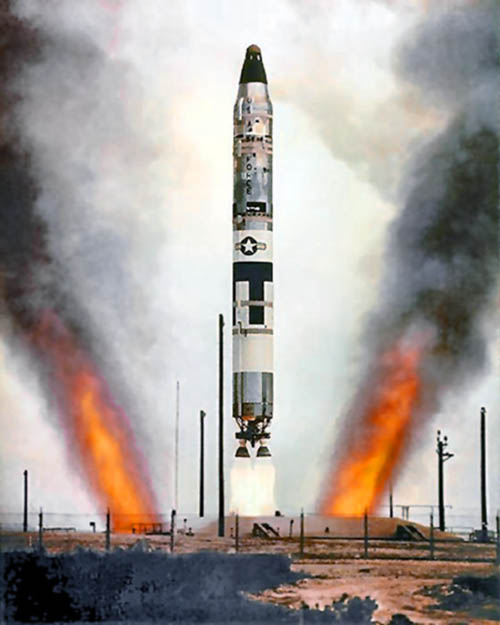
Tir d'un missile Titan II depuis son silo ; cet engin fut opérationnel à partir de 1962.

Un missile balistique est un type de missile qui lance une ou plusieurs charges militaires en leur conférant une trajectoire essentiellement balistique, c'est-à-dire dépendant principalement de la gravité et de la vitesse atteinte au point d'injection, laquelle résulte de l'impulsion acquise lors de la propulsion. 
L'essentiel du temps de parcours de l'arme étant de nature balistique, c'est ce nom qui a été donné aux missiles qui la lancent. La phase balistique est précédée par une phase de propulsion guidée, assurée par le vecteur sous l’effet d’au moins un moteur-fusée. La phase d'accélération n'est pas balistique puisqu'elle est essentiellement soumise à la force propulsive des moteurs. Cette phase est relativement brève : moins de trois minutes. Après la phase d'accélération vient le parcours balistique. C'est celui de l'arme qui, une fois lancée et dotée d’une vitesse suffisante, n'est plus soumise qu'à la seule gravité de la Terre. Cette seconde phase dure longtemps : de dix minutes à une demi-heure selon la poussée fournie par le missile. Elle précède une très brève phase de rentrée dans l’atmosphère, de l'ordre de quelques secondes, qui, parce que soumise au frottement de l’air, n’est plus balistique.
Il existe une catégorie adjacente, dite « semi-balistique », dont la trajectoire peut être modifiée, même durant la phase non propulsée. Ces missiles, du fait de leur trajectoire imprévisible, sont beaucoup plus difficiles à intercepter.
Les missiles balistiques développés depuis la Seconde Guerre mondiale répondent à des besoins opérationnels sur les théâtres d'opérations comme à des besoins stratégiques dans le cadre de la dissuasion nucléaire.

## Historique
L’histoire du missile balistique commence au début du XXe siècle. Engin complexe, seuls les États très avancés sur le plan scientifique et technologique peuvent initialement en entreprendre la construction. À partir des années 1990, le savoir-faire s'est répandu dans le monde et le commerce des composants entrant dans la fabrication d'un missile balistique n'est pas interdit par traité. En conséquence, si seules les puissances nucléaires durant les années de la guerre froide se lancent dans la fabrication de missiles balistiques, plus d'une vingtaine d'États en ont depuis acquis ou développé, dont certains sont dotés d'ogives nucléaires ou pourraient l'être.

### Programme spatial

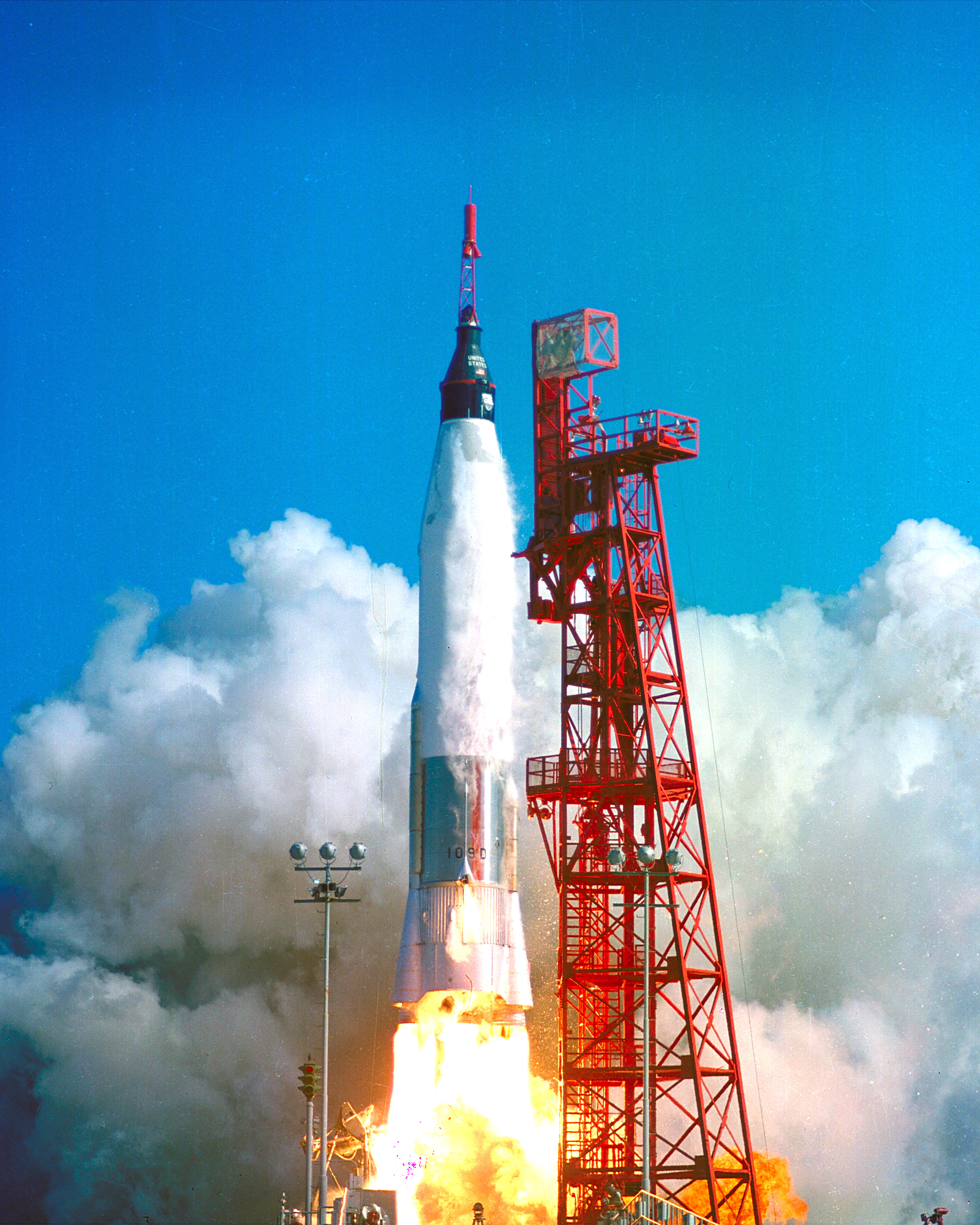
Lancement par une fusée Atlas d'une capsule Mercury emportant à son bord l'astronaute John Glenn, premier astronaute américain à orbiter autour de la Terre.

Durant les années 1950, certains projets ont une double finalité, militaire et civile. Dans ce deuxième domaine d'application, le terme « missile » est remplacé par « lanceur » ou « fusée ». Ainsi, Atlas, le premier missile intercontinental (ICBM) développé aux États-Unis, est aussi utilisé comme lanceur pour Mercury, le premier véhicule spatial américain. De même, le missile R-7 Semiorka  (code OTAN SS-6 Sapwood) est le premier missile balistique intercontinental développé par l'Union soviétique ainsi que la première fusée à avoir placé un satellite artificiel, Spoutnik 1, en orbite autour de la Terre, premier vol orbital réussi de l'ère spatiale.
Contrairement aux missiles conçus pour envoyer leur charge utile sur une cible prédéterminée, les lanceurs ont pour vocation de placer leur charge utile en orbite terrestre pour des applications qui peuvent aussi être des satellites militaires.
De nos jours[Quand ?], la Russie, les États-Unis, le Japon, la Chine, les pays européens par le biais de l'Agence spatiale européenne, Israël, l'Inde, l'Iran et la Corée du Nord et la Corée du Sud disposent de leur propre capacité de lancement spatial. D'autres pays aspirent à une telle capacité, comme le Brésil et le Pakistan. Le caractère potentiellement dual, civil et militaire, des lanceurs spatiaux développés au XXIe siècle par une dizaine de pays est un enjeu de sécurité, la prolifération des missiles nourrissant la prolifération nucléaire.
Le traité de l'espace, entré en vigueur en 1967, définit les principes régissant les activités des États en matière d'exploration et d'utilisation de l'espace extra-atmosphérique. En particulier, il interdit la mise en orbite d'armes nucléaires. En revanche il n'interdit  pas le lancement de missiles balistiques dont l'essentiel de la trajectoire se situe dans l'espace extra-atmosphérique.

### Découverte et validation du concept de missile balistique

#### Les précurseurs
L’histoire de la conquête spatiale et du missile a retenu les noms de quatre pionniers :  le Russe Constantin Tsiolkovski, le Français Robert Esnault-Pelterie, l'Américain Robert Goddard et l'Austro-hongrois Hermann Oberth.
En Russie, Tsiolkovsky est le premier, au début du XXe siècle, à poser les principes physiques à la base du fonctionnement des fusées et du vol orbital, qui démontrent notamment la nécessité de construire des fusées à étages séparés pour atteindre la vitesse orbitale,.
Robert Esnault-Pelterie, inventeur et pionnier de l’aviation, propose de caractériser la navigation à venir dans le ciel et les astres par le mot « astronautique », universellement adopté depuis. il s’intéresse dès 1907 à la théorie de la propulsion par réaction et aux possibilités offertes par la fusée pour les voyages interplanétaires, dont il devient un ardent promoteur, mais échoue à intéresser l'État-major français à la construction de fusées.,
Aux États-Unis, Robert Goddard est le premier à construire des fusées expérimentales à carburant liquide : sa première fusée, lancée le 16 mars 1926 s'élève à 12,5 mètres de hauteur et parcourt 56 mètres depuis son lieu de lancement.
En Allemagne, Hermann Oberth soutient, en 1923, la première thèse de doctorat en astronautique qu'il publie sous le titre La fusée dans l'espace. Il préside à partir de 1928 une société savante, La société pour la navigation spatiale (en allemand Verein für Raumschiffahrt), ce qui participe à la notoriété de ses idées, sans toutefois intéresser les scientifiques français sur ce sujet. Il attire notamment de jeunes talents comme Wernher von Braun.,

#### Les premiers missiles opérationnels

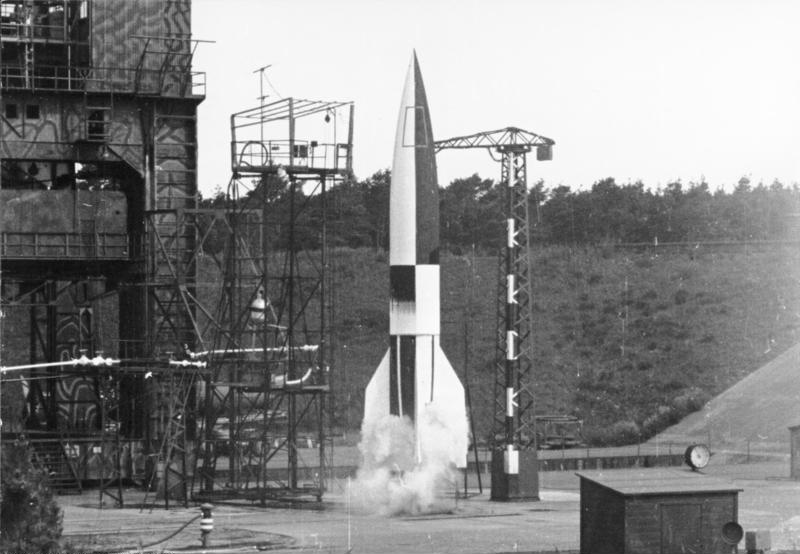
V2 au décollage en 1943 lors d'un test à Peenemünde.

En Allemagne, l'armée crée un département balistique au sein de la direction des armements que Wernher von Braun rejoint en 1932. Au sein de cette institution militaire, il prend la tête d'un programme de recherche sur les fusées à propulsion à ergols liquides. En janvier 1933, celle-ci bénéficie d'un soutien financier croissant des dirigeants militaires allemands dans le contexte d'une politique de ⁣⁣réarmement de l'Allemagne⁣⁣, portée par l'arrivée au pouvoir d'Adolf Hitler⁣⁣.
Des tests de missiles à ergols liquides sont effectués à partir de 1932. Les équipes s'installent en 1937 sur le site secret de Peenemünde sur la Baltique où 5 000 personnes travaillent en 1942. La conception du missile A-4, le futur V2, est finalisée en 1941 et le premier essai en vol réussi a lieu le 3 octobre 1942. Le 8 septembre 1944, les premiers V2 sont tirés sur Paris et Londres. Le missile est publiquement identifié par le ministre de la Propagande nazie, Joseph Goebbels, comme l'« arme de représailles 2 » (en allemand : Vergeltungswaffe 2), soit en forme courte V2,,.

### Développements durant la guerre froide

#### Les années 1945-1949: prolifération de projets et expérimentations

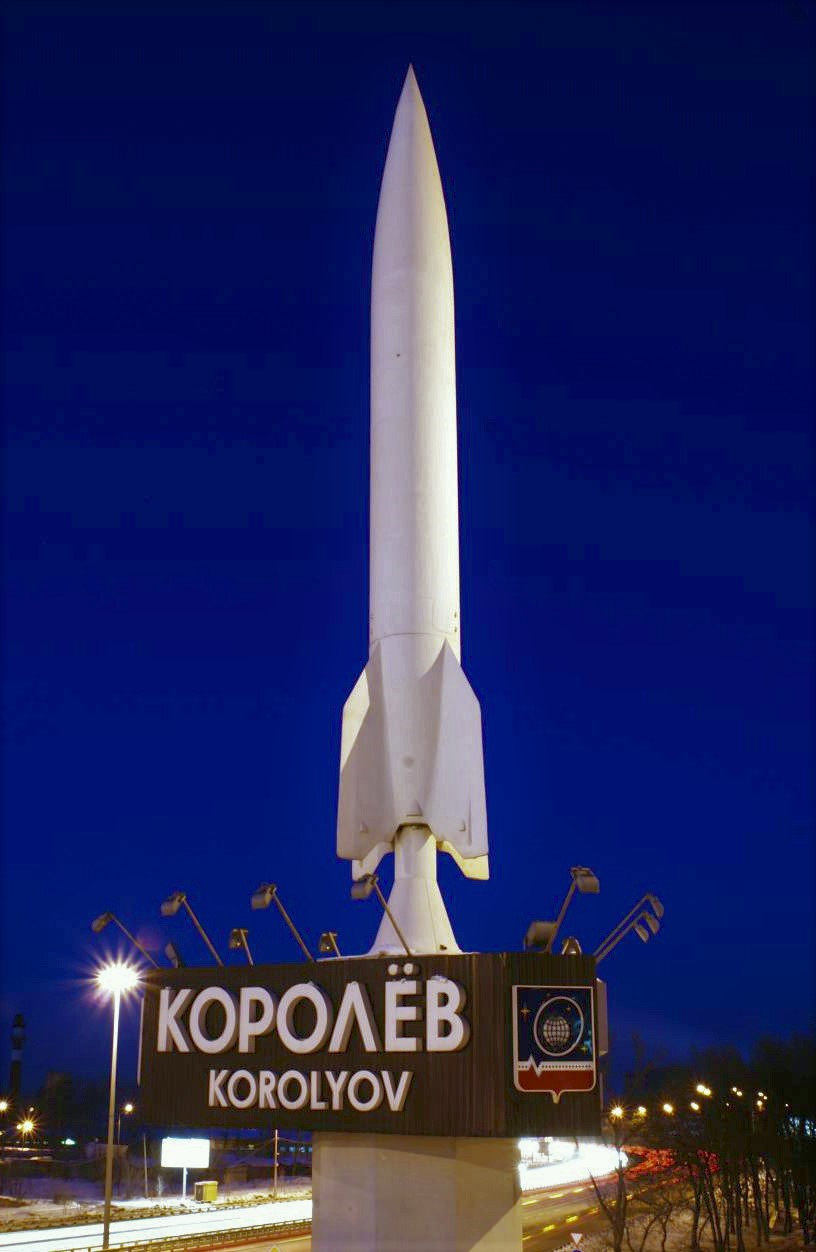
Missile R-2, dérivé du V2, à l'entrée de Korolev, au sud de Moscou, rebaptisée en l'honneur de Sergueï Korolev.

La Seconde Guerre mondiale finie, il[Qui ?] poursuit ses essais au Nouveau-Mexique avec une grande partie de son équipe et beaucoup de matériel que les Américains ont récupéré. Mais de 1945 jusqu’à la fin des années 1950, les États-Unis ne voient plus d'intérêt politique ou scientifique dans le spatial, et l’USAF favorise les bombardiers à très long rayon d’action de son Strategic Air Command (B-36, B-47, B-50 puis B-52). Le 12 janvier 1954, le secrétaire d’État américain John Foster Dulles formule le concept de « représailles massives » exécutable par la flotte des bombardiers stratégiques et eux seuls qui ne laisse pas sa place à une arme nucléaire lancée à très longue portée qui arriverait beaucoup plus vite que les avions. Seuls des engins dits plus tard de portée intermédiaire sont réalisés pour prendre place aux portes de l’Union soviétique, les missiles Thor et Jupiter. Le missile balistique est donc alors confiné à une utilisation restreinte, et ne devient de nature essentiellement stratégique qu’avec le lancement de Spoutnik 1 le 4 octobre 1957, montrant la volonté Soviétique d'explorer le domaine spatial.
À la fin de la guerre, le soviétique Sergueï Korolev, qui exerçait dans un laboratoire de recherche dédié aux applications militaires des fusées, créé à la suite des travaux de Constantin Tsiolkovski ayant mis en évidence le caractère primordial de la vitesse à donner à l’arme ou au satellite. est libéré du Goulag par Staline, pour qu’il examine le matériel balistique et interroge les ingénieurs allemands que les Américains n’avaient pu prendre. Les travaux qu’il va de lui-même mener ensuite sur des évolutions successives du V2 de plus en plus performantes (modèles dits successivement R1, 2, 3…), ainsi que l'amont des dirigeants russes, conduit en 1953 au lancement, dans le plus grand secret, du programme de construction d’un missile balistique dit R-7 appelé intercontinental, c’est-à-dire de très longue portée et capable d’atteindre les États-Unis depuis le territoire soviétique.

#### Les années 1950: premiers déploiements opérationnels de missiles nucléaires

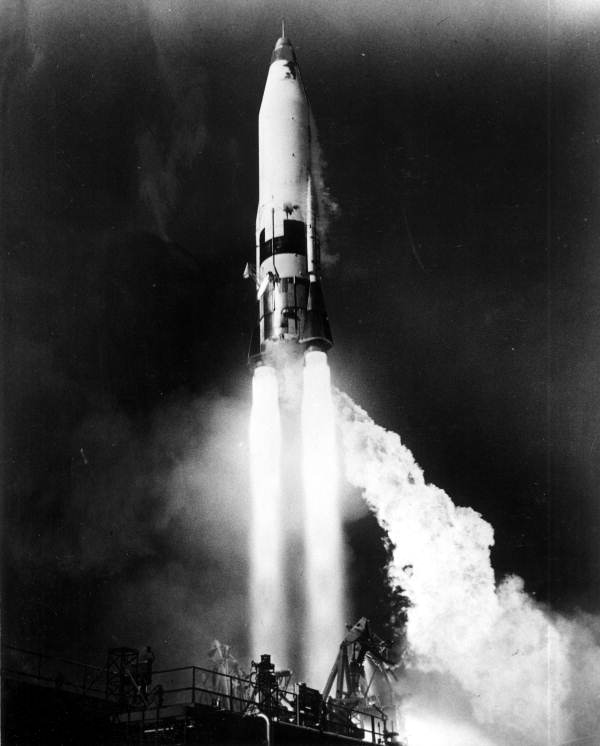
Le Atlas I, premier missile balistique intercontinental américain, 1958.

Le 4 octobre 1957, lancé par une fusée R-7, le satellite artificiel Spoutnik 1 orbite autour de la Terre. Si celui-ci intéresse uniquement les journalistes et le grand public, les militaires américains remarquent plutôt la prouesse de sa satellisation : la fusée a fourni une vitesse de 8 km/s aux quelques kilos du satellite, et lancerait une charge plus lourde à une vitesse moindre, mais elle montre la progression soviétique dans la recherche militaire intercontinentale.
Le président et ex-général Dwight D. Eisenhower prend alors la mesure du danger et du retard des États-Unis avec une inquiétude mesurée, que ne partage pas le camp opposé du futur président John F. Kennedy, beaucoup plus décidé à combler le déficit technique que la satellisation vient de démontrer (le « missile gap »). Deux décisions capitales pour l’avenir du missile balistique s’ensuivent :
- Eisenhower crée la NASA en juillet 1958, regroupant les efforts civils et militaires, dont Wernher von Braun dirigera l'équipe chargée de mettre au point le lanceur orbital ;
- Kennedy décide le 25 mai 1961 d’envoyer des hommes sur la Lune, avec le programme Apollo.

Une telle décision a fait l’objet de nombreuses analyses historiques. Elle est prise après le premier vol d’un Homme dans l’espace, le 12 avril 1961, qui caractérise à nouveau l’infériorité américaine, mais qui a donné un énorme élan au complexe militaro-industriel américain en lui fournissant d’immenses crédits de recherche et de développement. En outre, la complexité d'un missile balistique rend leur conception longue, à travers plusieurs générations de missiles, et dont la recherche uniquement militaire était difficilement acceptée par les citoyens, contrairement à un programme spatial.

#### Les années 1960: développement et déploiement
En octobre 1962, la crise des missiles de Cuba théorise définitivement l’emploi du missile balistique sous sa forme actuelle : dotés d'une portée très grande, munis d’ogives nucléaires, avec délai de tir très court, et protégés de manière extrême dans des bunkers ou, plus sûrement encore, à bord de sous-marins.
Les Américains avaient placé en Turquie et en Italie, depuis 1959, une génération intermédiaire de missiles balistiques (les Jupiter) qui n’avaient encore que quelques milliers de kilomètres de portée, et donc ne pouvaient être tirés trop loin de Moscou, d’où leur positionnement. L’Union soviétique souhaita manifester sa capacité de rééquilibrage stratégique en plaçant ses missiles balistiques (R-12), qui, pour les mêmes raisons de développement technique, avaient les mêmes portées, dans l’île de Cuba où ils étaient alors à portée de Washington. Dans les deux cas, les deux pays détruisaient leurs capitales en un quart d’heure, le temps de parcours des armes des missiles balistiques de portée intermédiaire.
La crise s’est soldée par le retrait de ces missiles balistiques : ceux des Russes ne sont jamais arrivés à Cuba et ceux des Américains ont été retirés de Turquie et d'Italie parce qu’ils étaient devenus inutiles. Les deux grands mettaient alors en service leur dernière génération de missiles balistiques capables d'assurer la destruction des capitales et autres cibles majeures en passant au-dessus du pôle Nord en trente minutes. Le missile balistique de dernière génération — et rien de tel avant lui — ne donnait plus le temps de déclarer la guerre. Probablement ces deux présidents ont-ils été les premiers à en prendre pleinement conscience. Ils ont alors mis en place un moyen spécifique de s’entretenir directement et rapidement en cas de crise ou d'urgence : le téléphone rouge.
La lettre envoyée au premier secrétaire du PCUS Khrouchtchev par Madame Kennedy conclut l’histoire des missiles balistiques stratégiques aboutis, ces armes effroyables « dans la main de grands hommes » : « Cher Président, (…) je sais combien mon époux tenait à la paix, et combien la relation que vous aviez était centrale dans ce souci qui occupait son esprit. Il avait l’habitude de vous citer dans certains de ses discours : "Dans la prochaine guerre, les survivants envieront les morts". (…) Le danger qui hantait mon mari était que la guerre puisse être déclarée, non par des grands hommes mais par des petits. Les grands hommes savent qu’il est nécessaire de se contrôler et de se restreindre… ».
Dans les années 1960, la France et la Chine se lancent à leur tour dans le développement de missiles balistiques. La France disposait en 1958 d’un savoir-faire balistique et surtout nucléaire mais sans volonté de réaliser un missile balistique. Le général De Gaulle, alors devenu président de la République, prend la décision de lancer leur construction, actée dans la deuxième loi programme 1965-1970.
Trois dispositions sont possibles pour stocker les missiles balistiques en attente de tir : sur des wagons ou des camions déplacés continûment, dans des silos, ou dans des sous-marins, considérée comme la méthode la plus sûre. Les trois seuls pays à détenir sous la mer leurs propres missiles de très longue portée sont les États-Unis, la Russie et la France.

#### Les années 1970 et 1980: fin de la course au nombre et à la technologie
À partir du début des années 1970, les Américains et les Soviétiques s'entendent pour limiter puis réduire par étape le nombre de leurs armes stratégiques en fixant des plafonds qui concernent en même temps le nombre d'ogives nucléaires et le nombre de vecteurs stratégiques, c'est-à-dire de missiles balistiques lancés du sol ou lancés depuis un sous-marin. La signature du traité sur les forces nucléaires intermédiaires en 1987 complète ces dispositions, et se traduit notamment par le démantèlement complet de tous les missiles balistiques (et de croisière) d'une portée supérieure à 500 km.
Il en résulte un moindre engouement pour les missiles balistiques durant la fin du XXe siècle, dans un contexte géopolitique marqué par la fin de la guerre froide et, pour un temps seulement, une baisse générale des tensions internationales. Cependant, les puissances régionales continuent de voir l'intérêt du missile balistique pour s'imposer vis-à-vis de leurs voisins et se lancent, notamment au Moyen-Orient et en Asie, dans des programmes d'acquisition de missiles à courte ou moyenne portée. Ces programmes sont pour plusieurs pays directement couplés avec leurs efforts pour devenir une puissance nucléaire.

## Catégories
Les quatre catégories principales de missiles sont les missiles balistiques, les missiles tactiques, les missiles de croisière, et les missiles ou planeurs hypersoniques.

### Missiles balistiques
Les missiles balistiques, dont la portée s'étend de quelques dizaines de kilomètres à plusieurs milliers de kilomètres, propulsés par un moteur-fusée durant leur phase initiale de vol, atteignant des vitesses très élevées de plusieurs kilomètres par seconde (entre Mach 5 et Mach 20) lorsque la gravité ramène l'ogive balistique sur Terre, et armés d'ogives militaires conventionnelles ou nucléaires. Ces missiles contiennent une forme de mécanisme de guidage et de contrôle durant la phase terminale de leur vol afin d'obtenir une bonne précision de tir. Les roquettes sont une variante non guidée de ces missiles ;

### Missile balistique tactique
Les missiles tactiques, à très courte portée, soit de quelques centaines de mètres à quelques dizaines de kilomètres, sauf exception, utilisés sur le champ de bataille pour détruire des cibles précises, telles que des engins blindés ou des avions. Ces missiles anti-char, anti-aérien ou anti-navire ont une trajectoire tendue et non balistique. En effet, l'influence de la gravité sur leur parcours est mineure : beaucoup de ces missiles sont propulsés durant la totalité ou au moins la plus grande partie de leur vol, qui se déroule le plus souvent dans l'atmosphère et donc rarement au-delà de celle-ci ;

### Missile de croisière
Les missiles de croisière, dont la portée est rarement supérieure à quelques centaines de kilomètres, propulsés durant tout leur vol, mais lents puisque subsoniques le plus souvent, qui peuvent être armés comme les missiles balistiques d'ogives conventionnelles ou nucléaires. Ils volent à très basse altitude, ce qui constitue leur principale protection pour échapper à la détection.

### Planeur hypersonique
Les missiles ou planeurs hypersoniques, propulsés par un moteur-fusée ou un statoréacteur pendant une partie de leur vol leur permettant d'atteindre une très grande vitesse, supérieure à Mach 5 et d'adopter un profil de vol à plus basse altitude que les missiles balistiques. La combinaison de ces deux caractéristiques les rend très difficiles à détecter et à intercepter.

## Typologie

### Lancement depuis le sol
Il n'existe pas de typologie internationale officielle des missiles balistiques. La typologie suivante selon la portée des missiles a été adoptée par l'usage pour les missiles lancés depuis le sol.

#### Missile balistique à courte portée
Un missile à courte portée, en anglais : Short Range Ballistic Missile (SRBM), a une portée inférieure à 1 000 kilomètres. Exemples : Iskander-E, Pluton, Scud, MGM-31 Pershing.

#### Missile balistique à moyenne portée
Un missile à moyenne portée, en anglais : Medium Range Ballistic Missile (MRBM), a une portée comprise entre 1 000 et 3 000 kilomètres. Exemples : Shahab-3, Nodong-1, Jericho II.

#### Missile balistique à portée intermédiaire
Un missile à portée intermédiaire, en anglais : Intermediate Range Ballistic Missile (IRBM), a une portée comprise entre 3 000 et 5 500 kilomètres. Exemples : S3, SS-20.

#### Missile balistique intercontinental
Un missile intercontinental, en anglais : InterContinental Ballistic Missile (ICBM), a une portée supérieure à 5 500 kilomètres. Exemples : Topol-M, Peacekeeper, SS-18.
Le Traité sur les forces nucléaires à portée intermédiaire, signé en 1987 par les États-Unis et l'Union soviétique, définit deux catégories : les missiles de portée intermédiaire, d'une portée comprise de 1 000 et 5 500 km, et les missiles à plus courte portée, dont la portée se situe entre 500 et 1 000 km.

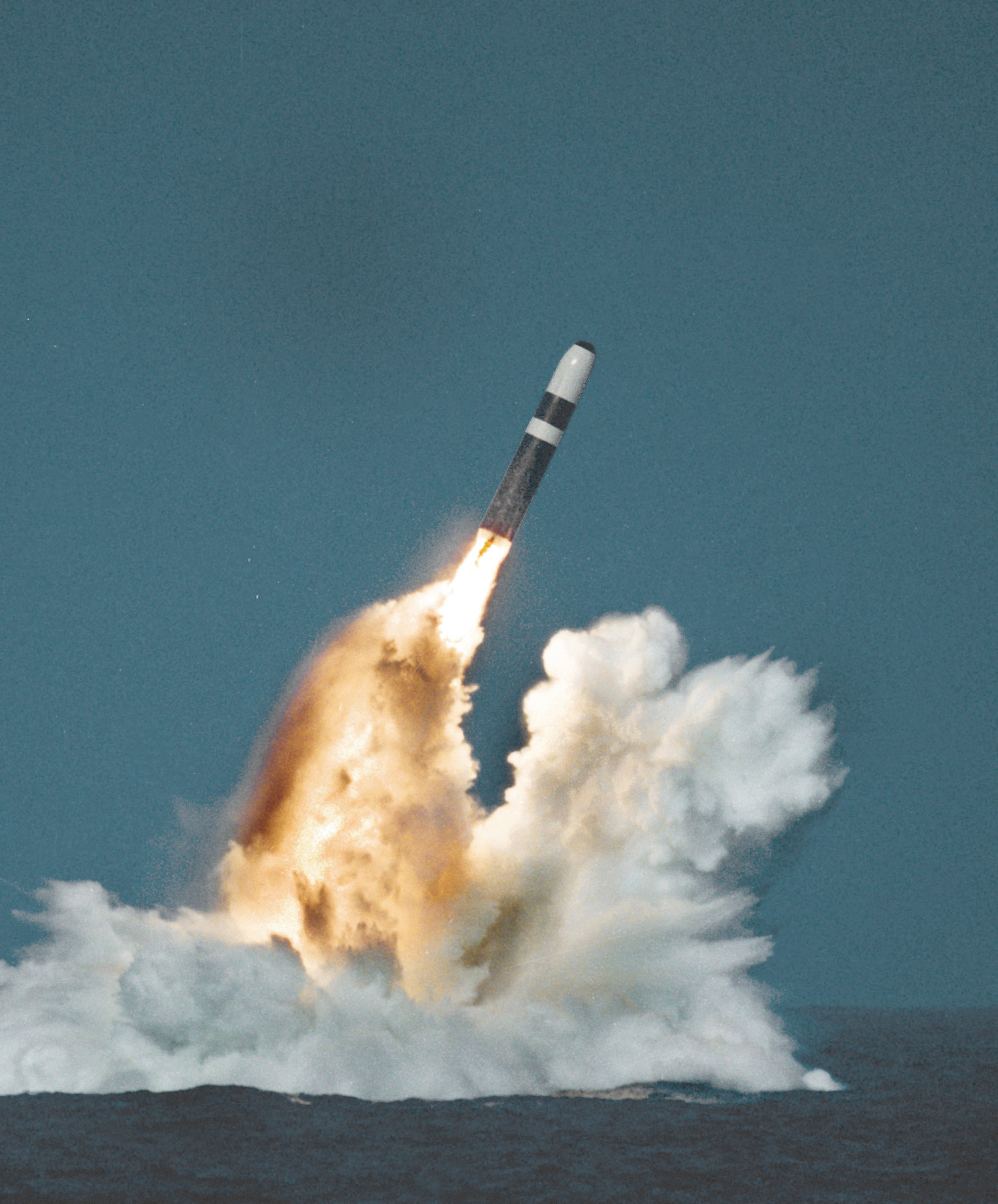
Un missile américain Trident II tiré depuis un sous-marin perce la surface de l'eau.

### Autres milieux de lancement
Pour les missiles qui ne sont pas lancés depuis le sol, la classification distingue leur milieu de lancement.

#### Missile aérobalistique
Un missile aérobalistique, en anglais : Air-Launched Ballistic Missile (ALBM), est lancé depuis un aéronef, comme le Kinjal russe, le Rampage israélien, le CH-AS-X-13 chinois.

#### Missile mer-sol balistique stratégique
Un missile mer-sol balistique, en anglais : Submarine Launched Ballistic Missile (SLBM), est lancé depuis des sous-marins lanceurs d'engins, le plus souvent à propulsion nucléaire (SNLE). Exemples : Missile M51 (France), Trident 2D5 (États-Unis), Boulava (Russie).

## Caractéristiques techniques

### Concept
Le concept du missile balistique est simple : c’est celui du lancer du javelot. Plus on lance vite, plus le javelot va loin. Pour lancer le plus vite possible, l’athlète court puis transmet toute sa vitesse à son arme, encore accrue par un violent mouvement du bras. Les armes de guerre — les boulets puis les obus — sont bien plus lourdes que le javelot ; on veut aussi les lancer plus loin, d'où le trébuchet de l'artillerie médiévale et la baliste puis, en utilisant la poudre, la bombarde, le mortier, l’obusier, etc., qui donnent à l’arme lancée de plus grandes vitesses.
L’obus est petit. La résistance de l’air n’affecte guère sa trajectoire quasi déterminée par la vitesse acquise au lancement, d’une part, et l’influence de la gravité terrestre (son poids) d’autre part. La mathématique de la trajectoire parcourue a retenu le nom de « baliste » pour la caractériser. Cette trajectoire est dite « balistique ». C’est une ellipse, assimilable sur de petites distances à une parabole.
Les progrès de l’artillerie ne donnent toutefois aux obus les plus récents que des portées ne dépassant guère quelques dizaines de kilomètres, d'où leur trajectoire dite parabolique, comme pour le camion français équipé d’un système d’artillerie. Pour aller plus loin, la fusée doit prendre suffisamment de vitesse lors de sa phase de lancement (propulsion).
Les vitesses fournies à leurs armes par les fusées s’expriment en plusieurs kilomètres par seconde. Les trajectoires deviennent elliptiques et le centre de la Terre est l’un des foyers de l’ellipse. Les portées sont de plusieurs milliers de kilomètres, jusqu’à 10 000 km et plus. On pourrait même aller deux fois plus loin, mais lancé à 20 000 km l’obus raterait la Terre (20 000 km, c’est la moitié de sa circonférence) et se satelliserait (voir ci-dessous).
Quand la fusée satellise, et donc sans arme nucléaire, on l’appelle « Lanceur » pour lanceur de satellites, comme Ariane par exemple. En revanche si l’objectif de la fusée est bien de faire retomber sur la terre une arme nucléaire, on l’appelle « missile balistique ».
Seules les trajectoires des missiles balistiques sont traitées dans cet article.

### Le missile balistique

#### Acquisition de la vitesse
Avant la fusée, seuls les obusiers fournissent les vitesses les plus grandes pour aller loin. En 1918, la « Grosse Bertha » ou   Pariser Kanonen pour les Allemands lançait à 120 km. Les fusées vont donner accès à des vitesses supérieures par la mise à feu d'un mélange de comburant et de combustible, dits pour chacun ergol ou propergol (ergol de propulsion).

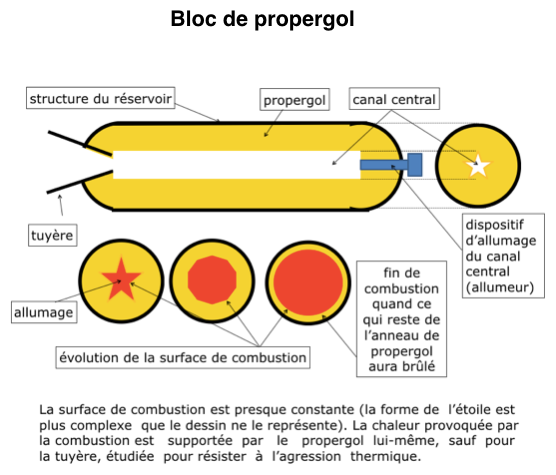
Coupe de la partie propulsive d’un réservoir de propergol solide (schéma approximatif).

Dans un engin (un canon, une fusée), si l’on projette d’un côté une masse (l’obus pour le canon, les gaz de combustion pour la fusée) avec une vitesse (celle des gaz au sortir de la tuyère est énormément plus grande que celle de l’obus), alors l’engin est mis en mouvement de l’autre côté. Le canon recule, mais il est fixé au sol ; la fusée avance et rien ne l'empêche d'avancer encore. La fusée va de plus en plus vite parce qu'on éjecte longtemps et toujours très vite de très grandes quantités de gaz :
- pour les propergols liquides, au moyen de pompes qui puisent dans de très grands réservoirs et font se mélanger devant la tuyère le comburant et le combustible ;
- pour les propergols solides, par l’emploi de très gros blocs de poudre constitués d'un mélange stable de comburant et de combustible.

Les premiers propergols liquides, ceux qu'il est le plus facile de se procurer, sont souvent très agressifs pour les structures qui les contiennent. Aussi le remplissage doit-il se faire juste avant le tir, d’où une médiocre capacité militaire.

Propulsion d'un missile balistique à un seul étage.

La génération suivante pallie cet inconvénient majeur. Les ergols sont alors dits « stockables » car ils peuvent rester un temps significatif dans les réservoirs. Ils n’en présentent pas moins un réel danger, surtout quand ils sont embarqués dans des sous-marins. Ainsi le sous-marin soviétique K-219 a sombré au large des Bermudes à la suite d’un incendie causé par une fuite d’ergols liquides.
Les missiles balistiques sont aujourd'hui propulsés par des ergols solides. Le bloc de propergol est mis à feu par un allumeur. La surface d’allumage est conçue pour provoquer un dégagement de gaz relativement constant et donc une poussée uniforme. Le propergol qui n’a pas encore brûlé sert de protection thermique au réservoir.

#### Constitution de l’étage
S'il peut paraître plus simple de n'avoir qu'un seul étage de propulsion, cette configuration n’est pas réalisable en l’état actuel et prévisible de la technologie (voir ci-dessous).

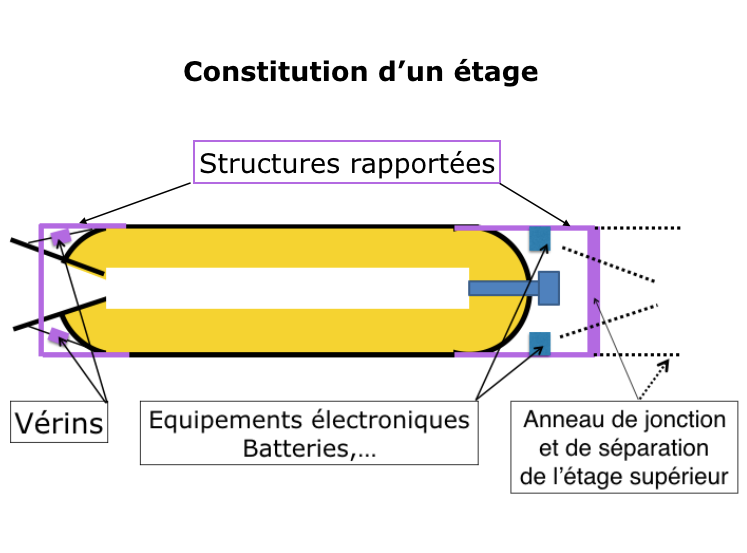
Coupe d’un étage de missile balistique (figure approximative).

Un missile balistique est composé de plusieurs étages même si chaque étage doit disposer d’un allumeur, d’une tuyère et d’autres équipements connexes et que cela augmente le poids au décollage (équation de Tsiolkovski). Chaque étage est essentiellement constitué par le réservoir de propergol conçu en fibre de verre, de kevlar ou de carbone pour alléger au maximum la masse du missile balistique, et d'éléments structuraux qui se placent de chaque côté du réservoir de propergol.
On y ajoute ce qui est nécessaire à l'étage et qui ne servira donc plus quand il sera vide : des équipements électroniques et des piles de puissance. Celles-ci alimentent des vérins électriques fixés à la tuyère ou une petite station d'huile s'ils fonctionnent à l'huile. Leurs mouvements dévient le jet de gaz et permettent le pilotage du missile balistique.
La réalisation de butées flexibles qui assurent l’étanchéité, la tenue à la chaleur de la flamme et la reprise des efforts mécaniques créés par la tuyère est le point délicat des propulseurs à poudre. Dans les missiles balistiques de technologie moins avancée on utilise pour dévier le jet des injections de gaz dans la tuyère fixe percée, des trous judicieusement disposés. Ou bien on fait tourner la tuyère, un joint rotatif étant plus accessible qu'un joint souple. Avec ce dernier, capable de résister à des températures de quelques milliers de degrés Celsius tout en conservant des caractéristiques mécaniques convenables et la mobilité nécessaire, la tuyère devient orientable dans tous les sens.

#### Constitution du missile
Accéder à de très grandes vitesses requiert de concentrer la propulsion sur la masse utile, donc l'arme. Il faut alléger continûment le missile balistique de toute masse devenue inutile, notamment celle des réservoirs quand ils sont vides.
On ne peut alléger un missile balistique à un seul étage, dont la structure en fin de combustion sera trop lourde. Un tel engin n'atteindra jamais une très grande vitesse. Le calcul de l'accroissement de vitesse fourni par la force de propulsion montre que l'on ne peut accéder à des vitesses élevées qu'en construisant une fusée à plusieurs étages. Elle se déleste de masses à vide des étages qui ont consommé leurs ergols et qu'il est inutile de continuer à accélérer. Seule la partie restante est accélérée, ce qui permet d'arriver aux vitesses requises.
La masse du missile décroit donc au fur et à mesure que le propergol est consommé et l'étage séparé. Dans un missile à plusieurs étages, chaque étage fonctionne jusqu'à ce qu'il ne contienne plus de propergol. En fin de parcours propulsé, il n'y a plus d'étages et donc plus de missile balistique.

#### Comportement du missile pendant son vol

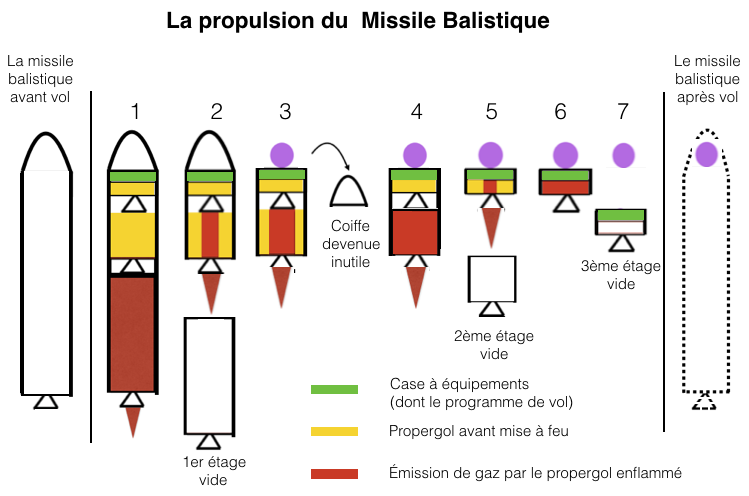
Fonctionnement successif des trois étages d’un missile balistique à propergol solide après l’allumage du premier étage, étape non représentée) (schéma approximatif).

C'est ce que montre le schéma ci-contre qui présente la « vie » du missile balistique tout au long de son vol, qui dure environ trois minutes pour les très longue portée, une minute et demie à deux minutes pour les portées intermédiaires et autour d'une minute pour les courtes portées. À la fin de ces quelques minutes il n'y a plus qu'une arme (ou des armes) dans l'espace.
On distingue ainsi, après la mise à feu du premier étage :
1. la fin de la combustion du premier étage ;
2. l'allumage du second étage et la séparation du premier étage, vide ;
3. le largage de la coiffe : à mi-parcours du second étage l’atmosphère devient suffisamment raréfiée pour que les frottements de l’air n’apportent plus de perturbations significatives sur la partie supérieure du missile balistique. On se débarrasse donc de la coiffe qui n'a plus de rôle de protection ;
4. la fin de combustion du second étage ;
5. l'allumage du troisième étage et la séparation du second, vide ;
6. la presque fin de combustion du troisième étage ;
7. la séparation de l’arme décidée par le programme de vol quand elle atteint la vitesse ad hoc de façon tangentielle à l’ellipse, ad hoc elle aussi qui interceptera la Terre à l'endroit exact où se situe la cible. Le troisième étage finit sa combustion peu après.

Si les missiles balistiques de courte portée peuvent être constitués d’un seul étage, ceux de portée intermédiaire en ont deux. Les longues portée en demandent trois ou quatre, de taille décroissante. Tous les derniers étages (ou le premier s’il est seul) se terminent par une « case à équipements », contenant les équipements qui servent au fonctionnement du missile balistique tout au long du vol dont ceux dédiés à l'exécution du programme de vol ou le viseur d'étoiles qui permet un recalage au dernier moment : pilotage, guidage, alimentation électrique, gestion de la charge utile, etc., le tout géré par un ordinateur embarqué.
 À priori, rien n'oblige les étages à être superposés. Toutefois, les missiles balistiques sont quasiment tous à étages superposés. La forme allongée de cette configuration est de beaucoup plus compatible avec leur installation dans des silos blindés, sur des trains ou des camions, ou à bord de sous-marins. Le missile R-7 Semiorka (URSS, 1957), qui est l'ancêtre des fusées Soyouz actuelles, a été une exception à ce principe.

### La trajectoire propulsée (parcours du missile)
À partir de son site de lancement (ici appelé A) le missile balistique doit placer son arme sur un point dit d'injection (B) où la valeur et la direction de la vitesse la conduira mathématiquement (trajectoire elliptique et mécanique de Newton, voir ci-dessous) sur la cible choisie (D) après sa rentrée dans l'atmosphère (C).

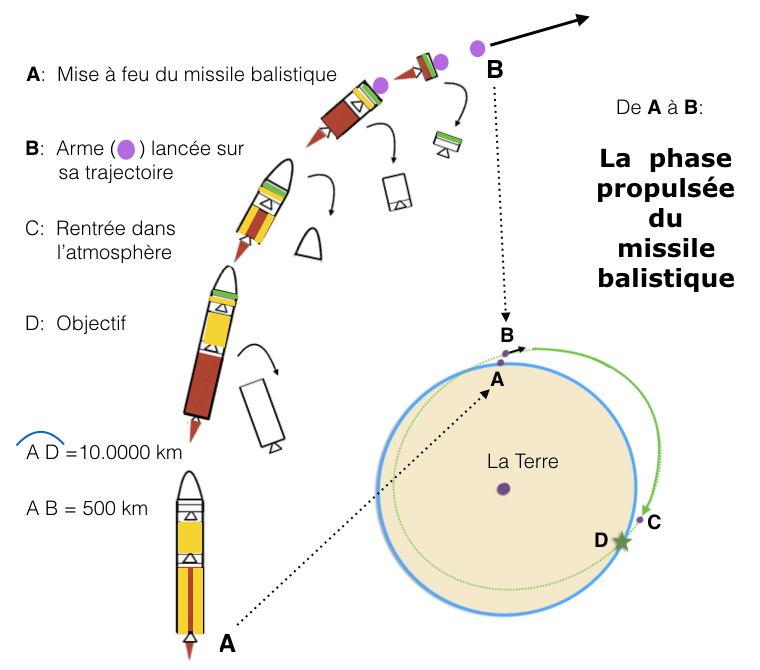
Vol du missile balistique.

Pour aller de A à B plusieurs trajectoires sont possibles. Pendant la traversée des couches basses de l'atmosphère le missile balistique subit l'effet du vent, voire des rafales. La trajectoire qu'il va suivre est définie par le besoin d'une incidence aérodynamique faible (l'axe de la poussée et l'axe du missile sont très proches) pour ne pas en venir à des mouvements de tuyère excessifs pour corriger la trajectoire. Ce qui ne fait pas aller de façon optimale vers B.
Mais, à 50 km d'altitude environ les forces aérodynamiques deviennent négligeables. La trajectoire peut alors s'incurver et s'optimiser sous la direction du programme de vol. Cette optimisation n'a qu'un seul objectif : atteindre la vitesse requise en consommant le moins d'ergols possible.
L’arme est lancée au point B après environ 3 minutes d'accélération à une altitude d’environ 500 km (pour une portée sur Terre de l'ordre de 10 000 km).

### La trajectoire balistique dans l’espace (parcours de l'arme)
Le parcours balistique de cette arme lancée à 500 km de la Terre c'est, dans l’espace, une ellipse dont la Terre est l’un des foyers.

Flèche et ogive.

Une flèche ne va pas très loin. La Terre peut être assimilée comme plate sur tout son parcours. La force de gravité (l'attraction de la Terre) agit sur elle en restant quasiment parallèle à elle-même le long de son parcours. Sa trajectoire est alors une parabole (dans un champ d'attraction parallèle). Le meilleur angle de tir pour aller le plus loin possible est alors de 45° : cela ressort de l'équation de la parabole.
Une ogive avec trajectoire balistique va beaucoup plus loin. La rotondité de la Terre ne peut plus être négligée. La force de gravité reste pointée sur le centre de la Terre. Sa trajectoire est une ellipse (attraction centrée). Le meilleur angle de tir pour aller loin n'est plus de 45° mais autour de 35° : cela ressort de l'équation de l'ellipse.
Parabole et ellipses ont des similitudes. Beaucoup de ce qui vaut pour la flèche vaut pour l'ogive. Plus l'arc est puissant (ou le missile balistique), plus la flèche (ou l'ogive) part vite et plus elle va loin. Ou : il y a toujours deux façons d'atteindre la cible. Par un tir direct ou par un tir vers le ciel qui revient sur la cible (trajectoires tendue et plongeante). Avec la flèche (ou l'ogive) on couvre toute la distance entre soi (sauf ses pieds !, portée minimum) et une portée maximum. La flèche tombe partout avec la même vitesse, celle qu'elle avait en quittant l’arc. Idem pour l’ogive…

#### Trajectoire elliptique
C’est l’une des trajectoires de tout objet dans l’espace (l’arme comme la Lune, la Terre, etc.) quand l’objet est doté d’une vitesse et qu’il est soumis à une force de gravitation (celle du Soleil pour la Terre, celle de la Terre pour la Lune et pour l’arme).
S’agissant de la Terre, la première découverte de sa trajectoire elliptique autour du soleil est due à Johannes Kepler. Il l’a définie par trois lois(les lois de Kepler) après l’étude qu’il avait faite des observations astronomiques de Tycho Brahe. C’est à Isaac Newton que l’on doit la première compréhension mathématique de la trajectoire de la Terre dans l’espace avec l’équation de la « conique » dont fait partie l’ellipse. C’est enfin à Constantin Tsiolkowski que l’on doit une observation majeure : le choix de la conique dépend seulement d’un seul paramètre, la vitesse au lancement. À plus de 11 km/s c’est une hyperbole et l’objet quitte la Terre ; entre 8 et 11 c’est une ellipse et l’objet se satellise ; à moins de 8 km/s c’est toujours une ellipse mais l’objet revient sur terre.

Vitesses et trajectoires.

D’où il ressort, pour le missile balistique :
- lorsque l’angle de tir confère la portée maximum — l’équivalent de 45° pour le javelot, une valeur inférieure pour l'ellipse — plus la vitesse croît, plus l’ellipse augmente de taille, et plus le point où l’ellipse rencontre la Terre s’éloigne du point de lancement (ci-contre, figure 1) ;

- la vitesse donnée à l'arme connait une limite (figure 2). Elle doit être inférieurs à 8 km/s sous peine de la satelliser. Si la satellisation d'une arme nucléaire est interdite par un traité de Nations unies[37], ce traité  dit traité de l'espace n’interdit pas à l’arme un parcours bref dans l’espace ;

Trajectoires et limites de portée.

- il s’en déduit une portée maximum du missile balistique (ci-contre, figure 2). En effet, trop près de la vitesse de satellisation, l’arme rentre dans l’atmosphère presque parallèlement à la Terre (figure 3). Le parcours atmosphérique, très long, conduit à des échauffements excessifs[38] qui ne seraient combattus que par de protections très lourdes. Conséquence d’armes très lourdes : le missile balistique peinerait à les lancer aussi loin, sauf à accroître considérablement sa puissance et donc sa taille (un problème pour les sous-marins) et donc son coût. Au bilan les pays dotés de missiles balistiques de dernière génération, ceux qui donnent à leurs armes une vitesse de l’ordre de 7 km/s, atteignent des portées de 10 000 km et un peu plus, largement suffisantes parce qu’elles correspondent à leur besoin stratégique compte tenu de leur géographie ;
- il existe toujours deux angles de tir (figure 1) qui, pour une même vitesse, permettent d’atteindre le même point de la Terre (il y a deux foyers et donc deux positions du centre de la Terre). La trajectoire la plus courte est dite « tendue » et n’est jamais utilisée dès que les vitesses (et donc les portées) s’accroissent. En effet l’axe de rentrée dans l’atmosphère conduit à une trajectoire plus longue dans l’atmosphère, d’où un très grand échauffement, d’où une surcharge de protection, et etc. comme on vient de le voir ;

Caractéristiques de la portée.

- il n’existe pas d'angle de tir qui permette, dès que la vitesse est importante, un tir extrêmement proche. Les missiles balistiques ont une portée minimum[39] imposée par leur type trajectoire. Environ 500 km pour des vitesses de l’ordre de 4 km/s et 1 000 km pour 7 km/s (figure 2) ;

- en revanche tous les angles de tir existent qui, pour une même vitesse, permettent de délivrer l'arme entre sa portée minimum et sa portée maximum[39]. Il se déduit que les missiles balistiques aux portées les plus longues (vitesse au lancement de 7 km/s) peuvent délivrer leur arme de 1 000  à   10 000 km avec la même vitesse à l’arrivée dans l’atmosphère, soit 7 km/s ou 25 000 km/h ou encore Mach 20 (chiffres approximatifs, figure 1). Même après le freinage dû au parcours atmosphérique (10 secondes environ, voir plus bas) la vitesse de l'arme alors qu'elle va exploser interdit à tout missile de défense anti-aérienne quel qu’il soit de l’intercepter et de la détruire[note 7].

La classification toujours adoptée aujourd’hui selon les portées maximum (voir plus haut : Typologie) peut induire en erreur. Les missiles de génération intermédiaire ne sont que des avatars, appelés puisqu’on les met en service, de courte, de moyenne portée, ou de portée intermédiaire. On va décrire ci-dessous la trajectoire d’un missile balistique abouti (7 km/s) avec, plus bas, le cas particulier des vitesses plus faibles.

#### Mouvement dans l’espace

Inertie dans l'espace.

Une conséquence essentielle du trajet dans l’espace relève du principe d’inertie. Un javelot lancé dans l’espace pointera toujours dans la même direction du ciel, quelle que soit la trajectoire de son centre de gravité (figure 1, expérience de pensée d'un javelot lancé dans l'espace). Il conserve une direction fixe dans le référentiel galiléen quel que soit le mouvement de son centre de gravité. L’arme nucléaire aboutie est constituée de l’arme proprement dite et de ses équipements couverts par un bouclier thermique dont on attend le meilleur profil pour qu'il soit le moins freiné possible à la rentrée pour garder une très grande vitesse avant l'explosion. Il est en forme de cône, revêtu de matériaux ablatifs. Ce cône garde donc une direction fixe.
Le véhicule de rentrée doit être pré-pointé pour effectuer une rentrée optimale dans l'atmosphère (figure 2). Sans cette action il pourrait voir sa trajectoire de rentrée très perturbée, ou même se détruire. Sa séparation implique un mouvement ad hoc du troisième étage avant le lancement. Un mouvement complexe dont la connaissance ne s'acquiert que progressivement. Tous les missiles balistiques aboutis, dits intercontinentaux ou de très longue portée, sont munis d'un dernier étage qui place l'arme (ou les armes) sur une (ou des) ellipse(s) successive(s), chacune associée à un objectif, avec une position dans l'espace convenable.
Au bilan des deux premières phases de vol, la trajectoire propulsée et la trajectoire balistique le parcours de l’arme aura duré approximativement 3 minutes, liée au missile balistique, puis 30 minutes seule dans l’espace. Son altitude à l’apogée de l’ellipse sera de 2 à 3 000 km et sa vitesse à la rentrée dans l’atmosphère de 30 000 km/h.

#### Cas particulier des armes lancées à vitesses faibles

Trajectoires première génération.

Ces armes sont celles des missiles balistiques des premières générations. La caractéristique principale de la toute première est de fournir une vitesse très faible (autour de 2 km/s) à une arme qui fait corps avec eux car on n’a pas encore appris à les séparer : le V2 et le Scud en sont de bons exemples.
Dans le cas du V2 l’altitude atteinte aux premiers lancements est proche de la limite généralement adoptée pour l’atmosphère, soit environ 120 km. À cette altitude les molécules d’air sont très rares. Leur faible effet est pourtant suffisant pour agir sur les ailerons, initialement placés au bas du V2 pour le stabiliser dans les premières secondes après mise à feu. L’axe du missile balistique vide et qui ne propulse plus est rapidement affecté par l’écoulement de l’air sur les ailerons, ce qui le « rapproche » de la trajectoire dont l’apogée est d’ailleurs proche de l’altitude de lancement (figure 1).
Très vite les V2 ont gagné en portée et donc en vitesse.
Le parcours balistique devient plus important et l’axe du V2 reste fixe par rapport au ciel. Mal orienté à l’arrivée dans l’atmosphère, le missile balistique peut se casser en morceaux (figure 2). Des études en soufflerie permettent de corriger le dessin des structures et de les renforcer.

Trajectoires génération suivante.

Aussi la première modification apportée par la génération suivante est-elle la séparation de l'arme dans des conditions techniquement simples et imparfaites, mais suffisantes pour assurer la rentrée de l'arme malgré la destruction possible du missile balistique à un seul étage (figure 1).
La génération suivante comporte deux étages et une arme séparée lancée à une vitesse intermédiaire entre 2 km/s (V2) et 7 km/s (missile balistique abouti), soit environ 4  à   5 km/s (portée de 4 000 km environ).

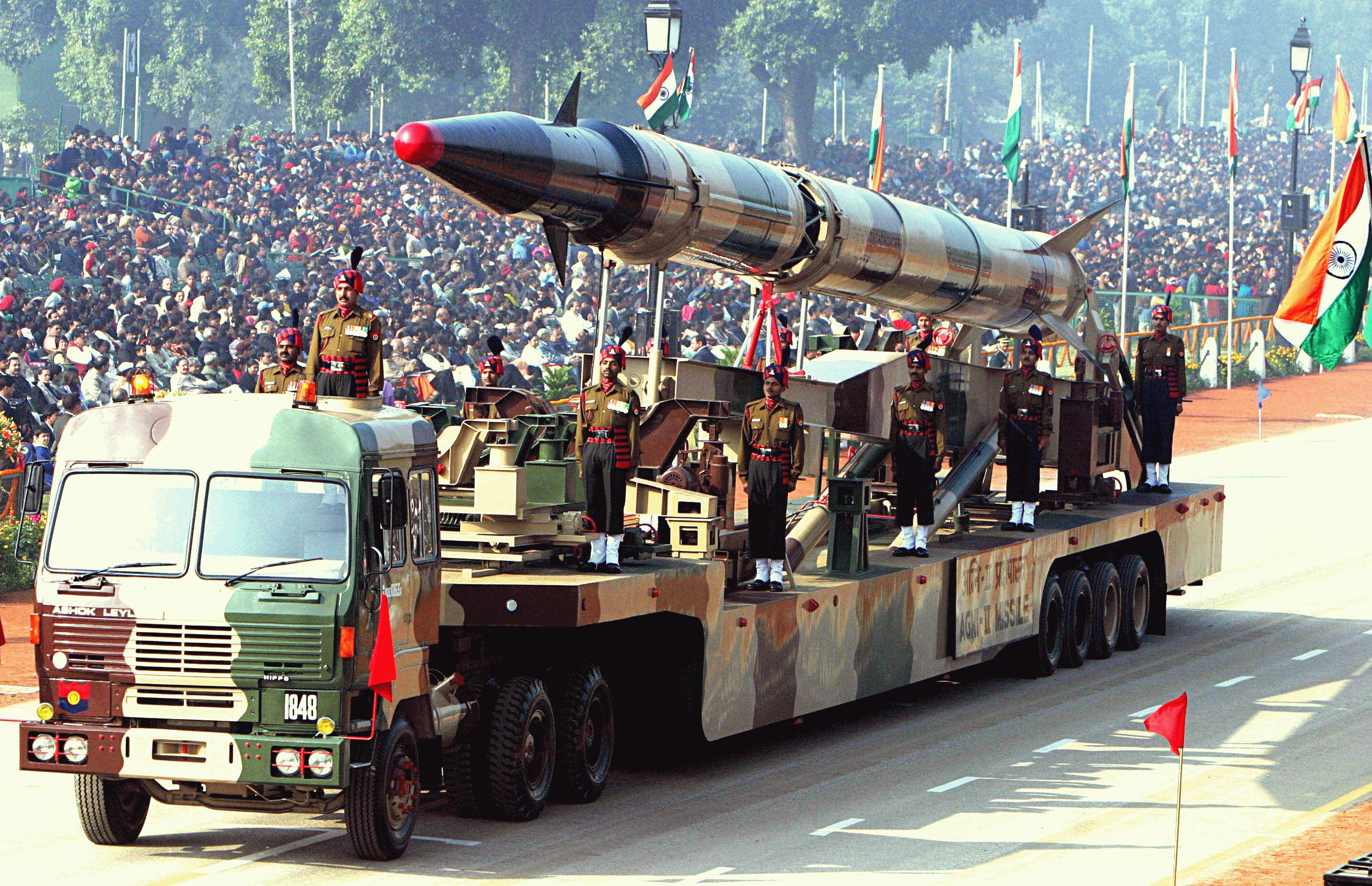
fabriqué en Inde.

L’arme fait encore corps avec la coiffe qui est son bouclier thermique. L’axe de cette dernière restant fixe dans l’espace, sa bonne rentrée dans l’atmosphère doit être facilitée.
Aussi on la munit d'ailerons bien visibles sur la photographie du missile balistique indien Agni II ci-contre. Le mouvement de basculement permis par ces ailerons fera prendre rapidement une direction telle que la pointe du bouclier thermique sera rapidement la plus efficace possible (figure 2).

### La trajectoire de rentrée dans l’atmosphère (fin du parcours de l'arme)
La rentrée dans l’atmosphère provoque un freinage très important qui :
- pour un véhicule habité va diminuer sa vitesse et permettre l’ouverture des parachutes, ou l'atterrissage de la navette ;
- pour une arme nucléaire doit être combattu pour obtenir la vitesse la plus grande possible avant l’explosion.

La rentrée dans l’atmosphère peut aussi, comme il en est pour les avions avec leur portance, rendre possible une correction de trajectoire.

#### Rentrée d’une arme nucléaire

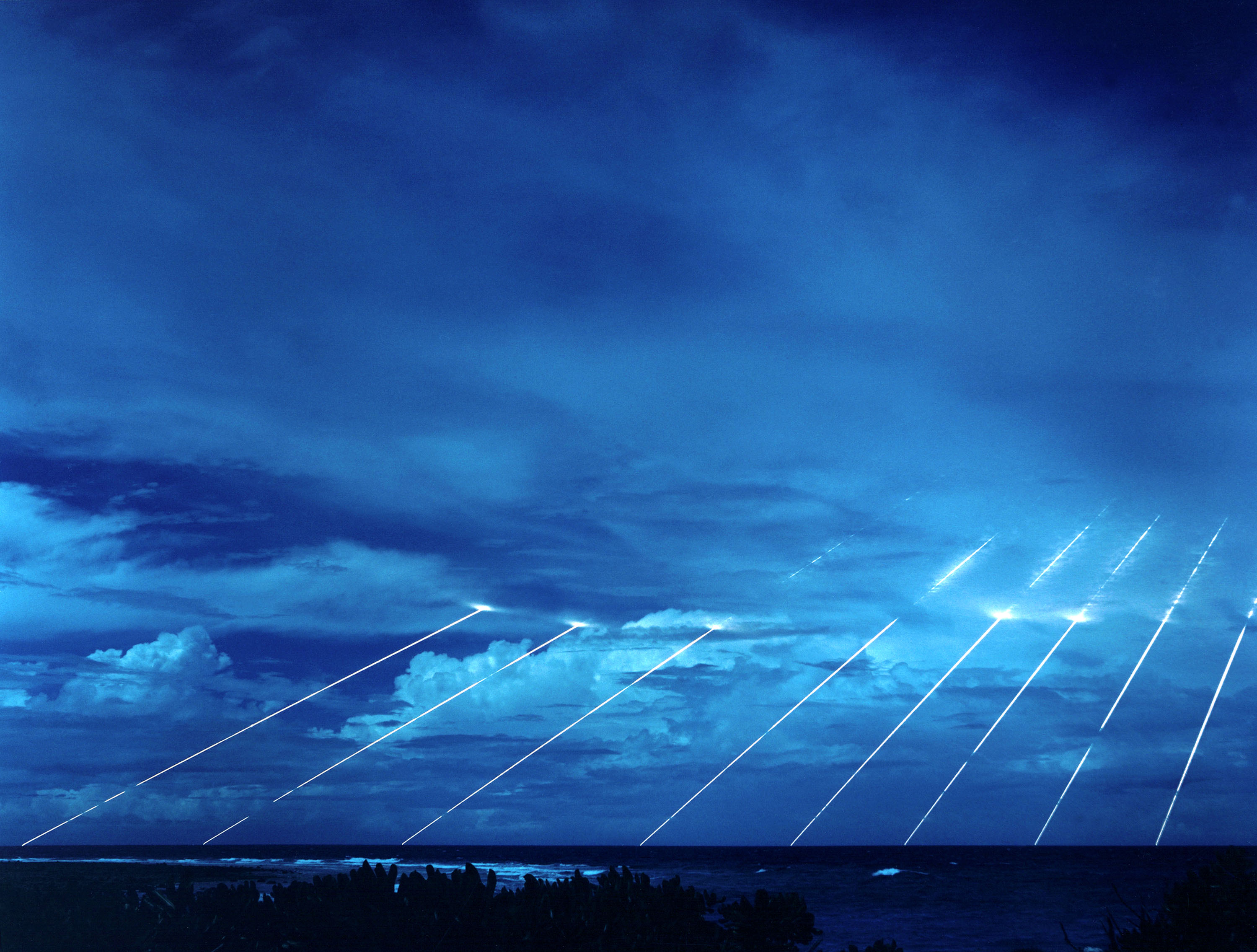
Rentrée de huit armes atteignant des objectifs tous placés le long d'un même axe.

La précision obtenue au moment de la séparation des armes des missiles balistiques de dernière génération est au regard de leur puissance destructrice largement suffisante compte tenu des faibles erreurs propres au mode de largage (centrale à inertie du missile très élaborée et recalage optique avec les étoiles). Aussi peut-on laisser l'arme suivre librement sa trajectoire et, à la rentrée dans l'atmosphère, parcourir une ligne qui sera quasi droite à la façon d’une météorite. Les photographies de ces rentrées sont celle d’étoiles filantes arrivant au sol (ci-contre).

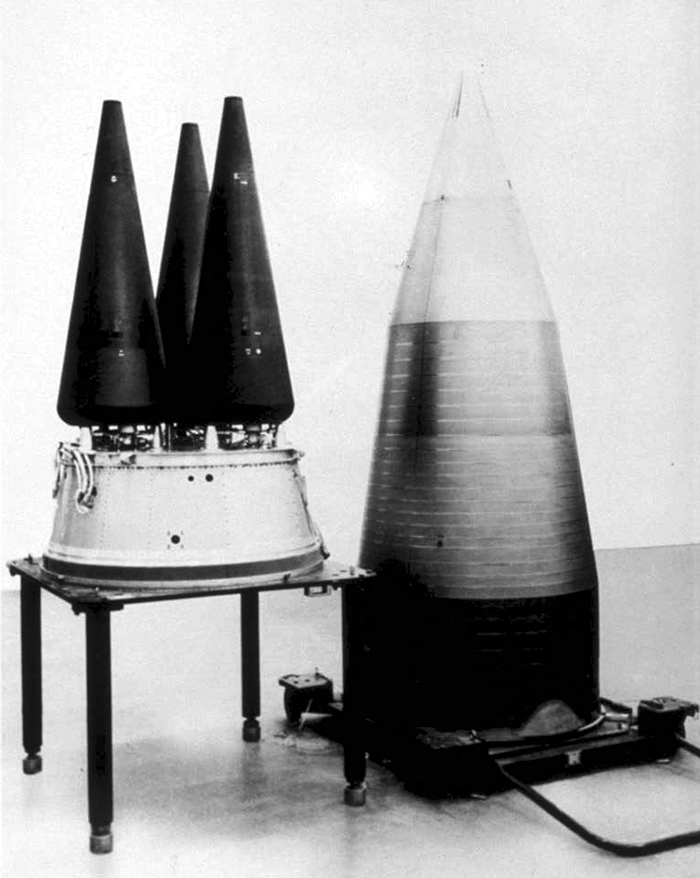
Ogives coniques W78 et leur véhicule de rentrée MK12-A LGM-30G d'un Minuteman III.

Pour être le moins freinée possible, l'arme est enfermée dans une protection de forme conique très allongée. L’échauffement est extrême car l’onde de choc colle au sommet du véhicule de rentrée. Le corps du cône est revêtu d’un matériau de protection thermique qui se transforme en se détruisant tout en absorbant une très grande quantité de chaleur. Il diminue donc d’épaisseur pendant la rentrée, laquelle est calculée pour qu’il en reste quelques millimètres avant l’explosion, l’objectif étant de ne pas en mettre trop pour ne pas l’alourdir inutilement. La chaleur sera très forte à l’intérieur et les équipements sont prévus pour y résister.
Aucun document disponible ne donne la vitesse de ce type d’arme à l’explosion. En revanche, on lit que des missiles balistiques intermédiaires (vitesses de 4  à   5 km/s) sont dotés d’armes de vitesse finale de l’ordre de Mach 4 à Mach 6. Les armes les plus avancées arrivent certainement beaucoup plus vite.

#### Rentrée d’une capsule habitée
Pour mémoire, les rentrées d'une arme nucléaire et d'une capsule habitée diffèrent totalement.
La difficulté principale posée par la rentrée atmosphérique des engins habités est l’échauffement interne qu’il faut limiter drastiquement pour qu’il puisse être supporté par l’équipage. Pour cela, on détache l’onde de choc de la structure par une forme en bouclier arrondi.

Rentrée d'un véhicule Apollo.

Les matériaux sont choisis pour leur fort pouvoir d’émissivité qui les rend capables de renvoyer la chaleur à l’extérieur par rayonnement. Seule une petite partie de la chaleur parvient alors à pénétrer dans les structures suivantes, tandis que la trajectoire de rentrée (ci-contre) est choisie pour limiter l’intensité du freinage, ce qui diminue aussi la décélération. Le contrôle de la trajectoire reste très délicat. L'angle de rentrée est déterminant pour la suite de la rentrée. S'il est trop faible le véhicule n'est pas capté par l'atmosphère, rebondit et va se perdre dans l'espace. S'il est trop grand, il est soumis à des décélérations fortes, insupportables par l'équipage.

#### Utilisation de l’atmosphère pendant la rentrée

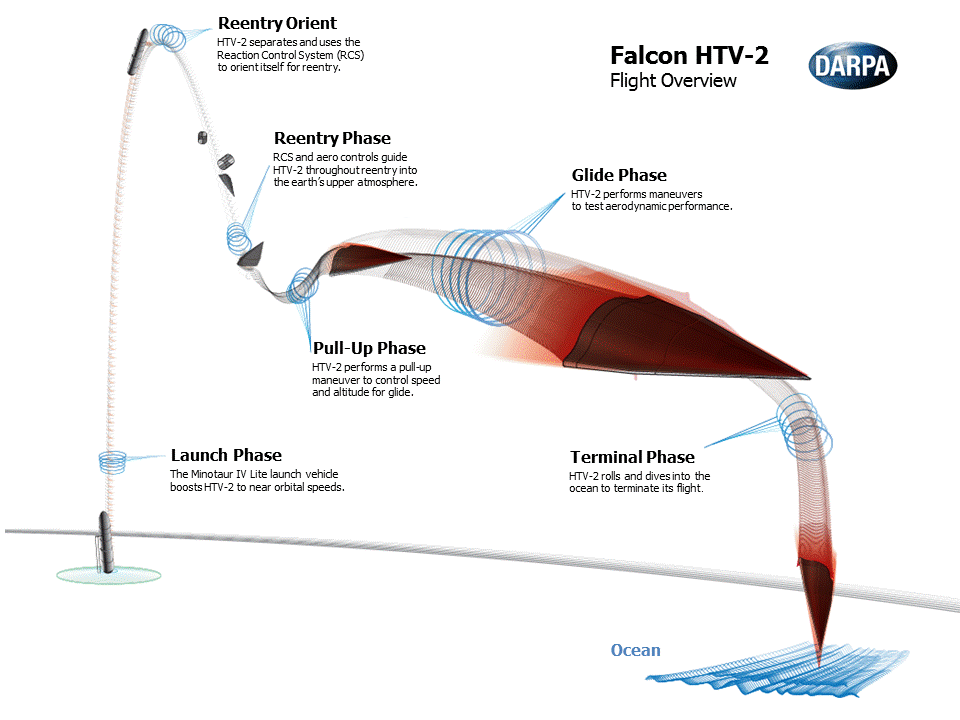
Profil de vol du planeur hypersonique Hypersonic Technology Vehicle 2 testé en 2010 et 2011 par la DARPA.

Le cône de rentrée est muni de dispositifs (des ailerons par exemple) contrôlés par un moyen interne de recalage de navigation (un radar, toujours à titre d’exemple) qui guide l’arme sur l’objectif. On[Qui ?] parle d’ogive manœuvrante. Elle permet une amélioration significative de la précision.
Accroître la capacité de tir précis est nécessaire :
- tant que l’on n'a pas su faire une centrale de guidage du missile balistique convenablement précise alors que la charge nucléaire n’est pas particulièrement puissante. C’était le cas du Pershing II ;
- si l’on souhaite une précision très grande avec un explosif classique pour atteindre une cible fixe ou mobile, comme un porte-avions dont la destruction pourrait être assurée par une ogive à précision décamétrique et dont la vitesse interdirait toute interception défensive.

### Le lancement depuis un sous-marin en plongée
Construire un missile balistique est complexe. Le lancer sous l’eau ajoute une autre complexité.
À l’évidence, le missile balistique ne s’allume pas au départ du tube dans lequel il a été placé : il détruirait le sous-marin. Il en est donc éjecté par une forte pression de gaz à la façon d’une cartouche de fusil de chasse qui propulse ses plombs (le missile balistique) hors du canon (le tube). La partie propulsive de la « cartouche » est appelée « générateur de gaz ».
L’immersion du sous-marin à laquelle il va lancer en allumant le générateur de gaz est définie par deux contraintes :
- tiré verticalement, le missile balistique subit de plein fouet l’écoulement transversal de l’eau le long du sous-marin (schéma ci-contre). Pour que l'écoulement soit le plus faible possible le sous-marin doit avoir une vitesse presque nulle. Or un sous-marin à vitesse très faible se pilote difficilement. D’autant plus difficilement qu’il est proche de la surface où les effets de la houle sont perturbateurs et importants. Le sous-marin a donc intérêt à naviguer à une immersion la plus éloignée possible de la surface de la mer.

- mais plus il est tiré loin de la surface, plus le missile balistique dont la vitesse verticale est faible même avec un générateur de gaz très puissant est perturbé dans son parcours sous marin. L’écoulement de l’eau, même très faible, commence à le faire pencher. Sous l’effet de la houle il perd son équilibre et va sortir de l’eau avec une forte inclinaison. Corriger cette inclinaison doit se faire dès que possible. Il faudra avoir allumé le premier étage pour provoquer le redressement avec un très grand débattement de la tuyère. La consommation de propergol pour redresser le missile balistique ne pourra pas servir pour porter plus loin. On souhaite donc que le redressement ne soit pas trop important. Il faut allumer le premier étage le plus tôt possible.

On peut procéder de la façon suivante.
Le tube est obturé par une membrane en caoutchouc, prédécoupée pour être convenablement déchirée par le missile balistique quand il sortira du tube.
La porte étanche vient fermer par-dessus. Elle est résistante à la pression de la mer (schéma ci-contre, a). 
Avant le lancement : on met en pression en même temps :
- avec un gaz neutre la partie du tube située sous la membrane (et donc le missile balistique) ;
- avec l’eau de la mer, la partie supérieure de la membrane.

Ces deux pressions (schéma b) sont calculées pour être égales et correspondent à la pression de la mer à l’immersion où se situe le sous-marin. La membrane est donc équilibrée (pression de la mer au-dessus, pression de gaz égale en dessous). Elle interdit à l’eau de mer d’envahir le missile.
Au moment du lancement, sous la pression des gaz du générateur de gaz, le missile balistique monte et déchire la membrane. Il quitte le tube et va vers la surface.
La mise à feu du premier étage se fait sous la mer après avoir vérifié que la tuyère débat correctement et, surtout, que le missile balistique s’est suffisamment éloigné du sous-marin, ce que calcule sa centrale à inertie. Ainsi peut-on corriger la verticalité du missile balistique vers la fin du parcours sous-marin

## Place dans les forces armées
Les missiles balistiques acquièrent durant la guerre froide une place considérable parmi les équipements des forces armées. La guerre froide stimule le développement de missiles balistiques toujours plus performants, auxquels des moyens humains, industriels et financiers sont consacrés afin d'augmenter leur portée, d'en réduire les délais de lancement et de les protéger contre les frappes ennemies, d'améliorer leur précision ou d'augmenter les performances de leur charge utile. En URSS, en 1958, les achats de missiles représentent 6 % du budget d'équipement des forces armées, tandis qu'en 1965, ils en représentent 53 %.
Les missiles sont le plus souvent associés à la notion d'arme de destruction massive, terme qui désigne les armes nucléaires, radiologiques, bactériologiques et chimiques. Ils peuvent aussi emporter des ogives explosives dites conventionnelles. Leur développement durant les années de la guerre froide est fondamentalement lié à l'arme et à la dissuasion nucléaires. Toutefois, fin 2019, des missiles ont été utilisés dans plus d'une douzaine de conflits pour lancer des ogives conventionnelles ou chimiques, mais jamais d'ogive nucléaire.
Les neuf pays dotés de l'arme nucléaire distinguent :
- les forces nucléaires stratégiques, toujours équipées de missiles intercontinentaux (ICBM) ou à portée intermédiaire (IRBM), et de missiles mer-sol stratégiques. Ces forces relèvent typiquement de commandements séparés ; en Russie par exemple, la Force des fusées stratégiques, créée fin 1959, est un commandement séparé des trois grands services, Terre, Air et Mer ; de même aux États-Unis, le United States Strategic Command est l'un des onze Unified Combatant Command au sein du département de la Défense des États-Unis (DoD). Ces forces sont le bras armé des politiques de dissuasion nucléaire de ces neuf États. Malgré l'existence de systèmes de défense antimissile, ces missiles et les systèmes d'armes auxquels ils sont associés sont considérés au XXIe siècle comme quasiment invulnérables. Les bombardiers stratégiques n'occupent plus au XXIe siècle qu'une place marginale ;
- les forces nucléaires tactiques, équipées de missiles balistiques à plus courte portée et d'avions de combat armés de bombes nucléaires ou de missiles air-sol dotés d'une tête nucléaire. Ces forces sont très nombreuses durant la guerre froide en Europe où tant l'Otan que le pacte de Varsovie ont développé l'emploi d'armes nucléaires dites tactiques sur le théâtre européen.

### Prolifération des missiles balistiques auXXIesiècle
En 2010, le Conseil de l'Atlantique Nord estime qu’en dehors de l’OTAN, de la Russie et de la Chine, 5 550 à 6 250 missiles balistiques sont en service dans le monde, dont 500 à 700 d’une portée de 2 000 à 3 000 km et une quarantaine pouvant atteindre de 3 000 à 5 500 km. L'inventaire des missiles balistiques dans le monde publié fin 2017 par l'Arms Control Association fait état de 32 pays en possédant. Neuf d'entre eux sont aussi des puissances nucléaires.
Durant les années de la guerre froide, l'Union soviétique fournit à de nombreux pays « amis » des missiles à courte portée, Scud-B et SS-21, créant ainsi des conditions favorables à la prolifération des missiles balistiques au XXIe siècle. De nos jours[Quand ?], la moitié des États qui possèdent des missiles balistiques sont équipés de ces missiles ou de modèles qui en sont directement dérivés.
D’autres pays, tels la Chine, le Pakistan, l'Inde, Israël, l'⁣⁣Iran et la Turquie continuent aujourd'hui à développer des missiles balistiques à portée intermédiaire dont le rôle stratégique leur convient puisque les adversaires sont géographiquement proches. Le cas de la Corée du Nord est différent : l’objectif politique de menacer les États-Unis ne peut être atteint que par un missile balistique de très longue portée. En 2019, avec l'abandon du traité sur les forces nucléaires à portée intermédiaire, la situation concernant la Russie et les États-Unis est devenue confuse pour l'avenir.
Depuis la Seconde Guerre mondiale, des missiles balistiques sont utilisés pour la première fois en 1973 durant la guerre du Kippour. Depuis, ils ont été utilisés dans une quinzaine de conflits. Les pertes les plus importantes dues à des missiles sont celles résultant des attaques massives de Scud lancés par l'Irak contre l'Iran durant le conflit qui les oppose de 1980 à 1988 qui font des milliers de morts parmi la population civile.

### Les missiles balistiques des puissances nucléaires
| Pays       | ICBM            | IRBM             | SLBM            |
| ---------- | --------------- | ---------------- | --------------- |
| États-Unis | Minuteman III   | ❌               | Trident II (D5) |
| Russie     | RS-24 Yars      | ❌               | RSM-56 Bulava   |
| Chine      | DF-31           | DF-21            | JL-2            |
| G.-B.      | ❌              | ❌               | Trident II (D5) |
| France     | ❌              | ❌               | M51             |
| Inde       | ❌              | Agni-5           | K-15 Sagarika   |
| Israël     | ❌              | Jéricho          | ❌              |
| Pakistan   | ❌              | Shaheen-III (en) | ❌              |
| Corée N.   | Hwasong-14 (en) | KN-15            | KN-11           |

Toutes les puissances nucléaires équipent leurs forces nucléaires stratégiques de missiles équipés d'ogives nucléaires. Le tableau montre la ou les catégories de missiles stratégiques que ces pays possèdent et le nom du modèle le plus performant en service à la fin des années 2010. Les armes stratégiques possédées par les États-Unis et la Russie sont plafonnées par le traité New Start de 2010, ce qui n'interdit pas leur modernisation. La Chine, qui n'est liée par aucun traité de cette nature, poursuit le développement de son arsenal. Elle procède notamment depuis 2014 aux essais du DF-41, un nouvel ICBM dont la mise en service est prévue en 2019 ou 2020. Sa portée estimée de 12 000 à 15 000 km en ferait le missile intercontinental de plus longue portée, capable d'atteindre les États-Unis en 30 minutes ; il peut être lancé depuis un silo ou depuis un système mobile et emporter soit une tête nucléaire unique de 1 Mt ou jusqu'à 10 ogives mirvées d'une puissance unitaire comprise entre 20 et 150 kt.
La Corée du Nord procède à de nombreux essais de missiles de tous types, ICBM, IRBM et SLBM. De façon générale, il est impossible de connaître précisément le stade de développement atteint par ces missiles et si certains d'entre eux sont réellement opérationnels.
En 1988, le traité américano-soviétique sur les forces nucléaires à portée intermédiaire interdit la possession de missiles sol-sol nucléaires ou conventionnels de portées comprise entre 500 km et 5 500 km. Le développement de missiles balistiques tactiques est alors définitivement arrêté dans ces deux pays, mais ils n’en avaient plus besoin. D’autres pays, tels la Chine, le Pakistan, l'Inde, Israël et l'Iran continuent aujourd'hui à développer des missiles balistiques à portée intermédiaire dont le rôle stratégique leur convient puisque les adversaires sont géographiquement proches. Le cas de la Corée du Nord est différent : l’objectif politique de menacer les États-Unis ne peut être atteint que par un missile balistique de très longue portée. En 2019, avec l'abandon du traité sur les forces nucléaires à portée intermédiaire, la situation concernant la Russie et les États-Unis est devenue confuse pour l'avenir.

### Le développement de missiles par l'Iran
L'Iran mène depuis la guerre avec l'Irak dans les années 1980 de nombreux projets de développement de missiles, initialement avec l'aide de la Corée du Nord. Ses missiles sont placés sous le contrôle de la Force aérospatiale de l'armée des Gardiens de la révolution islamique. La communauté internationale s'inquiète du développement de missiles par l'Iran en raison principalement des craintes qu'il finisse par se doter de l'arme nucléaire. En 2019, l'Iran est le pays du Moyen-Orient qui possède le plus grand nombre de missiles balistiques conventionnels. En 2024, le missile balistique supersonique le plus récent dans l’arsenal iranien est le Fattah qui peut parcourir plus de 1 400 km et atteindre une vitesse située entre Mach 13 et Mach 15 (entre 16 000 et 18 500 km/h). L’Iran possède également des missiles conventionnels Kheibar Shekan, d’une portée de 1 450 km et pouvant emporter une charge utile de 1 500 kg, ainsi que des Ghadr-110, d’une portée de 2 000 km pour une charge pouvant atteindre 1 000 kg.

### Les missiles balistiques des puissances non nucléaires

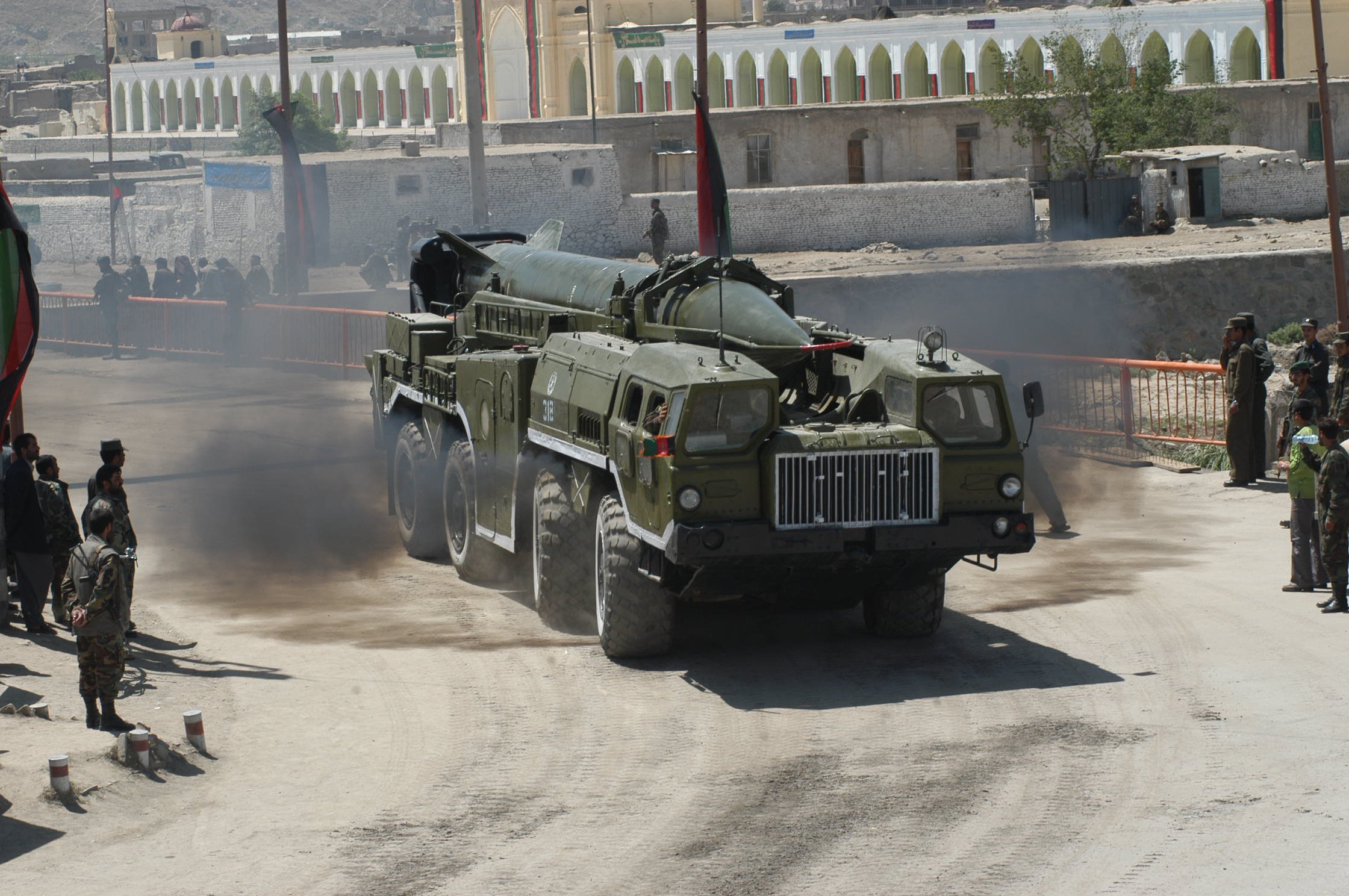
Missile balistique Scud afghan sur son TEL.

La possession de missiles balistiques augmente autant la capacité de frappe militaire d'un pays que sa capacité de dissuasion, même lorsqu'elle n'est pas associée à la possession d'armes nucléaires. Le missile a une probabilité d'atteinte de sa cible très supérieure à celle d'un avion de combat, car les technologies d'interception d'avions sont beaucoup plus avancées que celles de défense antimissile.
Durant la guerre du Golfe en 1991, l'aviation irakienne est clouée au sol en raison de la supériorité aérienne des Alliés. Les Irakiens peuvent cependant lancer avec un taux de succès important des missiles Scud sur des cibles civiles en Israël et sur un camp militaire américain en Arabie saoudite, malgré le déploiement de missiles Patriot de défense antimissile.
L'augmentation de la capacité de dissuasion résulte du fait que les missiles de génération ancienne, encore les plus répandus, relativement peu précis et donc peu adaptés à viser des cibles militaires précises, sont davantage utilisables contre des cibles civiles devenant ainsi une arme de terreur à l'instar de l'arme nucléaire. Les missiles modernes et précis ont en outre grâce à leur vitesse la capacité à frapper de manière préventive des cibles militaires, détruisant ainsi une partie du potentiel offensif d'un pays par surprise.
Les missiles balistiques non dotés d’armes nucléaires servent :
- s’ils sont « rustiques », peu chers, et donc nombreux, à prolonger l’artillerie et/ou obtenir un petit effet stratégique (menace sur les villes ou les emplacements des troupes au sol). C'est le cas des Scud et de tous leurs successeurs ;
- s’ils sont dotés d’une capacité terminale de précision (ogive pilotée disposant de gouvernes), à obtenir un effet militaire dans des cas très spécifiques, par exemple, en appui de forces spéciales (temps de réaction plus courts à très grande distance que celui des avions) ou pour des destructions qu’ils seraient les seuls à pouvoir provoquer compte tenu de la protection de la cible (porte-avions protégé par une force navale).

## Liste des principaux missiles balistiques
Les tables suivantes indiquent les principaux types de missiles balistiques qui sont ou ont été en service dans le monde. Les différents modèles pour un même type d'engin ne sont pas indiqués. Les caractéristiques indiquées s'appliquent au premier modèle mis en service.
Pour chaque missile, les données suivantes sont incluses :
- Pays : le pays où l'engin a été développé.
- Dépl. : l'année de mise en service (déploiement) du premier modèle pour ce type d'engin.
- Ogives : le nombre d'ogives séparées transportées par le missile.
- Charge : la puissance explosive d'une ogive transportée. Pour les armes nucléaires, elle est mesurée en tonnes d'équivalent TNT, ou plus communément en milliers de tonnes (kilotonne, kt) ou en millions de tonnes (mégatonne, Mt).
- Masse : la masse du missile au lancement, y compris son carburant.
- Propulsion : le nombre d'étages de propulsion et leur type. Pour chaque étage, on indique en fonction du combustible soit kér. (kérosène et oxygène liquide), soit hyp. (ergols hypergoliques), soit sol. (ergols solides). Certains missiles disposent d'un moteur supplémentaire pour l'insertion des ogives dans l'atmosphère qui n'est pas mentionné dans la table.
- Portée : la distance maximale que le missile peut parcourir.
- Précision : le rayon d'un cercle centré sur la cible à l'intérieur duquel la moitié des missiles de ce type atterriront.
- Tir : le type de pas de tir utilisé; mobile signifie sur camion ou sur rail. Pour les missiles navals, si le missile est tiré en surface ou depuis un sous-marin submergé.

En raison de la nature sensible des informations sur la plupart de ces engins, les valeurs ci-dessous sont sujettes à des imprécisions importantes.

### Missile stratégique intercontinental (ICBM)
Ces missiles sol-sol ont une portée supérieure à 5 500 km. Ils sont usuellement qualifiés de missiles stratégiques. Ils répondent au besoin des puissances mondiales durant la guerre froide (États-Unis, Union soviétique et, dans une moindre mesure, Chine), de pouvoir délivrer une frappe nucléaire dans le monde entier. Les puissances régionales peuvent se contenter de missiles de moindre portée, capables d'atteindre les autres pays de leur région ; ces missiles (MRBM ou IRBM) ont alors la même valeur stratégique de dissuasion que les ICBM. C'est le cas d'Israël qui développe depuis 1986 le missile IRBM Jéricho II de 3 500 km de portée. La France, afin de ne pas mettre en péril un territoire exigu, fait très tôt le choix de ne pas développer d'ICBM et de faire reposer sa force de dissuasion nucléaire sur les SLBM lancés de sous-marins nucléaires et sur les avions.
| nom local             | code OTAN             | pays   | dépl. | ogives | charge               | masse | propulsion         | portée    | Précision | tir            |
| --------------------- | --------------------- | ------ | ----- | ------ | -------------------- | ----- | ------------------ | --------- | --------- | -------------- |
| R-7                   | SS-6 Sapwood          | URSS   | 1957  | 1      | 2,9 Mt               | 265 t | kér. et kér.       | 8 000 km  | 3 700 m   | tour           |
| SM-65 Atlas           | SM-65 Atlas           | USA    | 1959  | 1      | 1,4 Mt               | 121 t | kér.               | 11 000 km | 3 700 m   | tour et silo   |
| R-16                  | SS-7 Saddler          | URSS   | 1961  | 1      | 5 Mt                 | 140 t | hyp. et hyp.       | 11 000 km | 2 700 m   | tour et silo   |
| SM-68 Titan           | SM-68 Titan           | USA    | 1961  | 1      | 4 Mt                 | 100 t | kér. et kér.       | 10 000 km | 1 400 m   | silo           |
| LGM-30 Minuteman      | LGM-30 Minuteman      | USA    | 1962  | 1      | 1,2 Mt               | 29 t  | sol., sol. et sol. | 10 000 km | 2 400 m   | silo           |
| LGM-25C Titan II      | LGM-25C Titan II      | USA    | 1963  | 1      | 9 Mt                 | 154 t | hyp. et hyp.       | 16 000 km | 1 300 m   | silo           |
| R-9                   | SS-8 Sasin            | URSS   | 1964  | 1      | 2,3 Mt               | 81 t  | kér. et kér.       | 11 000 km | 2 000 m   | tour et silo   |
| R-36                  | SS-9 Scarp            | URSS   | 1966  | 1      | 18–25 Mt             | 210 t | hyp. et hyp.       | 15 500 km | 920 m     | silo           |
| UR-100                | SS-11 Sego            | URSS   | 1967  | 1      | 500 kt               | 42 t  | hyp. et hyp.       | 11 000 km | 1 400 m   | silo           |
| RT-2                  | SS-13 Savage          | URSS   | 1968  | 1      | 1,5 Mt               | 50 t  | sol., sol. et sol. | 9 500 km  | 2 000 m   | silo           |
| RT-20P                | SS-15 Scrooge         | URSS   | 1969  | 1      | 500 kt               | 30 t  | sol. et hyp.       | 11 000 km | 600 m     | mobile         |
| R-36                  | SS-9 Scarp MRV        | URSS   | 1970  | 3      | 2 Mt                 | 180 t | hyp. et hyp.       | 12 000 km | 1 800 m   | silo           |
| LGM-30F Minuteman III | LGM-30F Minuteman III | USA    | 1971  | 3      | 170 kt               | 35 t  | sol., sol. et sol. | 13 000 km | 280 m     | silo           |
| RS-20                 | SS-18 Satan           | URSS   | 1974  | 1 à 10 | 11 Mt (ogive unique) | 210 t | hyp. et hyp.       | 11 200 km | 400 m     | silo           |
| UR-100MR              | SS-17 Spanker         | URSS   | 1975  | 1      | 3,5–6 Mt             | 71 t  | hyp. et hyp.       | 10 100 km | 420 m     | silo           |
| UR-100N               | SS-19 Stiletto        | URSS   | 1975  | 6      | 650 kt               | 105 t | hyp., hyp. et hyp. | 9 700 km  | 350 m     | silo           |
| RT-21                 | SS-16 Sinner          | URSS   | 1976  | 1      | 1–1,5 Mt             | 44 t  | sol., sol. et sol. | 10 500 km | 450 m     | mobile         |
| DF-5                  | CSS-4                 | Chine  | 1981  | 1      | 2 Mt                 | 183 t | hyp., hyp. et hyp. | 12 000 km | 500 m     | silo           |
| RT-2PM                | SS-25 Sickle          | URSS   | 1985  | 1      | 550 kt               | 45 t  | sol., sol. et sol. | 10 500 km | 150 m     | mobile et silo |
| LGM-118A Peacekeeper  | LGM-118A Peacekeeper  | USA    | 1986  | 10     | 300 kt               | 88 t  | sol., sol., sol.   | 9 600 km  | 100 m     | silo           |
| RT-23                 | SS-24 Scalpel         | URSS   | 1987  | 10     | 400 kt               | 104 t | sol., sol. et sol. | 10 000 km | 150 m     | mobile et silo |
| RT-2UTTH              | SS-27 Topol-M         | Russie | 1997  | 1      | 550 kt               | 47 t  | sol., sol. et sol. | 11 000 km | 350 m     | mobile et silo |
| DF-31                 | CSS-9                 | Chine  | 2000  | 1      | 1 Mt                 | 42 t  | sol., sol. et sol. | 8 000 km  | 300 m     | mobile         |

### Missile stratégique mer-sol (SLBM)
Ce type de missile est sauf exception lancé depuis un sous-marin nucléaire lance-engins (SNLE). Les plus modernes ont une portée comparable à celle des ICBMs. Beaucoup ont une portée plus faible, du même ordre que les IRBM, tout en ayant une vocation stratégique car les sous-marins peuvent se rapprocher des côtes. À génération équivalente, leur précision est inférieure à celle des ICBMs en raison de leurs conditions de lancement. De ce fait, ils sont davantage considérés comme des armes anti-cité que des armes anti-forces, ce qui accentue leur vocation de vecteur entrant dans la stratégie de dissuasion.
| nom local          | nom OTAN           | pays         | dépl. | ogives | charge     | masse | propulsion         | portée    | précision | tir      |
| ------------------ | ------------------ | ------------ | ----- | ------ | ---------- | ----- | ------------------ | --------- | --------- | -------- |
| UGM-27 Polaris     | UGM-27 Polaris     | USA et G.-B. | 1960  | 1      | 600 kt     | 13 t  | sol. et sol.       | 1 850 km  | 1 800 m   | submergé |
| R-13               | SS-N-4 Sark        | URSS         | 1961  | 1      | 1 Mt       | 14 t  | hyp.               | 600 km    | 1 800 m   | surface  |
| R-21               | SS-N-5 Sark        | URSS         | 1963  | 1      | 1 Mt       | 19 t  | hyp.               | 1 400 km  | 1 800 m   | surface  |
| R-27               | SS-N-6 Serb        | URSS         | 1969  | 1      | 1 Mt       | 14 t  | hyp.               | 2 400 km  | 1 100 m   | submergé |
| M-1                |                    | France       | 1971  | 1      | 1 Mt       | 20 t  | sol. et sol.       | 3 000 km  | n/d       | submergé |
| UGM-73 Poseidon    | UGM-73 Poseidon    | USA          | 1972  | 14     | 50 kt      | 30 t  | sol. et sol.       | 4 600 km  | 550 m     | submergé |
| R-29               | SS-N-8 Sawfly      | URSS         | 1974  | 1      | 1–1,5 Mt   | 33 t  | hyp. et hyp.       | 7 800 km  | 900 m     | submergé |
| M-20               |                    | France       | 1977  | 1      | 1,2 Mt     | 20 t  | sol. et sol.       | 3 000 km  | 1 000 m   | submergé |
| UGM-96 Trident I   | UGM-96 Trident I   | USA          | 1979  | 8      | 100 kt     | 33 t  | sol., sol. et sol. | 7 400 km  | 380 m     | submergé |
| R-29R              | SS-N-18 Stingray   | URSS         | 1979  | 7      | 100 kt     | 35 t  | hyp. et hyp.       | 6 500 km  | 900 m     | submergé |
| R-39               | SS-N-20 Sturgeon   | URSS         | 1983  | 10     | 100 kt     | 90 t  | hyp., hyp. et hyp. | 8 250 km  | 500 m     | submergé |
| M-4                |                    | France       | 1985  | 6      | 150 kt     | 35 t  | sol., sol. et sol. | 4 000 km  | 500 m     | submergé |
| R-29RM             | SS-N-23 Skiff      | URSS         | 1986  | 4      | 100 kt     | 40 t  | hyp. et hyp.       | 8 300 km  | 500 m     | submergé |
| JL-1               | CSS-N-3            | Chine        | 1988  | 1      | 200–300 kt | 15 t  | sol. et sol.       | 1 700 km  | 300 m     | submergé |
| UGM-133 Trident II | UGM-133 Trident II | USA et G.-B. | 1990  | 8      | 300–475 kt | 59 t  | sol., sol. et sol. | 11 000 km | 120 m     | submergé |
| M-45               |                    | France       | 1997  | 6      | 110 kt     | 35 t  | sol., sol. et sol. | 6 000 km  | 350 m     | submergé |
| M-51               |                    | France       | 2010  | 10     | 100 kt     | 56 t  | sol., sol. et sol. | 10 000 km | 200 m     | submergé |

### Missiles à moyenne portée (MRBM), et à portée intermédiaire (IRBM)
Il n’aura fallu qu’une cinquantaine d’années pour qu’avec des portées environ 50 fois supérieures, la précision des tirs soit devenue au moins 50 fois meilleure, les écarts probables ne se chiffrant plus qu’en décamètres : ces écarts sont tout théoriques s’agissant de « coup au but ».
Les États-Unis ont démantelé tous les missiles entrant dans ces catégories ainsi que leurs missiles à courte portée après la conclusion du traité sur les forces nucléaires à portée intermédiaire interdisant la possession de missiles d'une portée comprises entre 500 et 5 500 kilomètres qu'ils ont signé le 8 décembre 1987 avec l'Union soviétique après la crise des euromissiles.
| nom local   | nom OTAN    | pays   | dépl. | ogives | charge              | masse | propulsion   | portée (km) | précision | tir    |
| ----------- | ----------- | ------ | ----- | ------ | ------------------- | ----- | ------------ | ----------- | --------- | ------ |
| S2          | S2          | France | 1971  | 1      | 130 kt              | 40 t  | sol. et sol. | 3 500 km    | n.d.      | silo   |
| Jericho I   | Jericho I   | Israël | 1971  | n.d.   | n.d.                | 6,5 t | sol. et sol. | 500 km      | 1 000 m   | tour   |
| DF-3A       | CSS-2       | Chine  | 1973  | 1-3    | 3 Mt (ogive unique) | 64 t  | hyp.         | 2 800 km    | 1 000 m   | silo   |
| S3          | S3          | France | 1980  |        | 1,2 Mt              | 25 t  | sol. et sol. | 3 500 km    | n.d.      | silo   |
| Pershing II | Pershing II | USA    | 1983  |        | 5–50 kt             |       | sol.         | 150-1 800   | 20-45     | mobile |
| Jericho II  | Jericho II  | Israël | 1986  | n.d.   | n.d.                | 26 t  | sol. et sol. | 3 500 km    | n.d.      | tour   |

### Missiles à courte portée (SRBM)
Ces missiles à courte portée ont vocation à être utilisés dans le cadre d'opérations militaires, en appui des forces conventionnelles.
| nom local         | nom OTAN          | pays            | dépl. | charge                 | masse | propulsion | portée (km) | précision | tir            |
| ----------------- | ----------------- | --------------- | ----- | ---------------------- | ----- | ---------- | ----------- | --------- | -------------- |
| V2                | V2                | Allemagne Nazie | 1944  | 738 kg (conventionnel) | 13 t  | alcool     | 320         | 17 km     | tour           |
| MGR-1 Honest John | MGR-1 Honest John | USA             | 1954  | 1–20 kt                |       |            | 5-38        | 1 800 m   | mobile         |
| PGM-11 Redstone   | PGM-11 Redstone   | USA             | 1958  | 500 kt ou 3,5 Mt       | 28 t  | alcool     | 320         | 300 m     | mobile         |
| R-11FM            | SS-1B Scud-A      | URSS            | 1959  | 100–500 kt             | 5,6 t | kér.       | 150         | 4 km      | tour ou mobile |
| Pershing I        | Pershing I        | USA             | 1962  | 60–400 kt              |       |            | 185 -741    | 450 m     | mobile         |
| MGM-52 Lance      | MGM-52 Lance      | USA             | 1972  | 1–100 kt               | 1,5 t | hyp.       | 5-125       | 450 m     | mobile         |
| Pluton            | Pluton            | France          | 1974  | 15 ou 25 kt            | 2,4 t | sol.       | 120         | 150 m     | mobile         |
| OTR-21 Tochka     | SS-21 Scarab A    | URSS            | 1976  | 100 kt                 | 2 t   | sol.       | 70          | 150 m     | mobile         |
| Hadès             | Hadès             | France          | 1991  | 80 kt                  | 1,8 t | sol.       | 480         | 150 m     | mobile         |